# FM補完中継局
FM補完中継局（エフエムほかんちゅうけいきょく）とは、日本において、超短波放送（FM放送）用周波数の90.1MHz（メガヘルツ）から98.9MHzまでを用いて、中波放送（AM放送）の放送区域における、同放送の補完的な放送「FM補完放送（エフエムほかんほうそう）」を行う中継局である。1990年代に難聴取対策や災害対策として検討が開始され、2014年から本格的に実施されている。
本項目ではFM補完中継局および、FM補完放送についてあわせて記述する。

## 定義
「補完中継局」は、総務省告示基幹放送用周波数使用計画第1総則 第5項に「中波放送を行う基幹放送局の放送区域において災害対策等のため補完的に超短波放送用周波数を用いて放送を行う中継局」と定義している。
「補完放送」は、総務省令電波法施行規則第2条第1項第28号の9に次に掲げるものを定義している。
（1） 超短波放送であつて、主音声（超短波放送又はテレビジヨン放送において送られる主たる音声その他の音響をいう。以下この号において同じ。）に伴う音声その他の音響を送るもの、又は主音声に併せて文字、図形その他の影像若しくは信号を送るもの
（2） テレビジヨン放送であつて、静止し、若しくは移動する事物の瞬間的影像に伴う音声その他の音響（主音声を除く。）を送るもの、又は静止し、若しくは移動する事物の瞬間的影像に併せて文字、図形その他の影像（音声その他の音響を伴うものを含む。）若しくは信号を送るもの
引用の促音、拗音の表記は原文ママ
基幹放送の区分を規定する放送法施行規則別表第5号には定義されていない。本項目で述べる「FM補完放送」は上記の（1）が相当する。

## 前史
FM放送波をAM放送の難聴取対策に使用したのは、1990年7月に放送用周波数使用計画（現：基幹放送用周波数使用計画）に中波放送の外国波による混信対策が追加されて以降で、最初に開設されたのは富山県・北日本放送の新川FM中継局で1991年9月26日に開局した。その後、日本放送協会（NHK）が1991年11月2日に沖縄県・西表島の祖納にNHKラジオ第1の中継局を開局した。
その後も21世紀初頭にかけて、沖縄県ではラジオ沖縄が2001年4月1日に、琉球放送が2001年4月1日と2004年4月1日に、さらにNHK沖縄放送局は2003年10月24日と2007年4月1日にそれぞれ離島の混信対策のためにFM中継局を開局している。
災害対策としては、2004年の新潟県中越地震でNHK新潟放送局の赤塚放送所に併設した中継局（NHK新潟放送局#平成16年新潟県中越地震発生後の主な対応も参照）、2011年の東日本大震災で岩手県のIBC岩手放送がテレビジョン放送の山田中継局に併設した臨時中継局がある。
後に民間地上基幹放送事業者（民放）の周波数は、基幹放送用周波数使用計画に規定された。

## 概要
2013年7月、総務省の「放送ネットワークの強靱化に関する検討会」が中間とりまとめを公表し、「AMラジオ放送によるFM波の利用促進（難聴対策、災害対策）、地上デジタルテレビ放送への移行により空いたV-Low帯域（アナログテレビの1 - 3chがあった帯域）の新たな活用（AMラジオ事業者等による難聴対策等としてのFM波利用）」などを骨子とする災害対策・難聴対策としての送信ネットワークの強靭化が提言された。
総務省はこれを踏まえ、同年9月に「V-Lowマルチメディア放送及び放送ネットワークの強靭化に係る周波数の割当て・制度整備に関する基本的方針」を公表した。この方針にAM放送の補完放送をFM放送により行うことができるとされた。
2014年1月に総務省は「AMラジオ放送を補完するFM中継局に関する制度整備の基本的方針」を公表した。
この基本的方針では、補完放送を行う中継局を「FM補完局」と呼び、その開設目的は「都市型難聴対策」「外国波混信対策」「地理的・地形的難聴対策」「災害対策」とされた。また、AM放送の「親局」を補完する「親局の主たる補完中継局」と「中継局」を補完する「その他の補完中継局」に分けられ、民放の親局に対応するFM補完局については放送対象地域ごとに1つの周波数を確保する（「基幹放送用周波数使用計画」で公示する）もの、中継局に対応する「その他の補完中継局」については目的ごとに使用周波数を割り当てるものとされた。
| 目的                   | 周波数（MHz） | 周波数（MHz） |
| 目的                   | 76.1 - 90.0   | 90.1 - 98.9   |
| ---------------------- | ------------- | ------------- |
| 都市型難聴対策         | -             | ○             |
| 外国波混信対策         | ○             | ○             |
| 地理的・地形的難聴対策 | ○             | ○             |
| 災害対策               | △             | ○             |

主たる親局の補完中継局の免許申請については告示に公示された期間内にするものとされた。空中線電力（送信出力）については「補完中継局の送信場所の属する都道府県を放送対象地域とする超短波放送を行う他の基幹放送事業者の基幹放送局の親局に使用させることのできる空中線電力（送信出力）の値を超えてはならない。」と定義されている為、基本的に同一放送対象地域のFM放送事業者の親局のそれ以下であることとされた。
NHKについては親局の主たる補完中継局の設置は認められないが、その他の補完中継局については民放と同様に設置が認められる。NHK高知放送局ではAM親局（新木ラジオ放送局）を補完する「柏尾山中継局」の設置が認められているが、既存FM局（NHK-FM、エフエム高知）の高知親局や高知放送（RKC）の高知FM補完中継局の送信出力が500W（ワット）であるのに対し、「柏尾山FM補完中継局」は100Wに留められている。
AM放送と同時放送をすることから扱いは「独自放送を行わないAM中継局」と同様であるためコールサインは基本的に指定されない。南海放送では2018年3月11日に行われた実験的なAM・FMで別内容の放送のために短期間JOAF-FMのコールサインが与えられていた。

### 周波数帯の拡充
補完中継局の周波数は基本的に90.1MHzから94.9MHzであるが、今後コミュニティFMの増加やAM放送局のFM転換などにより、逼迫が予想されるとして、日本民間放送連盟（民放連）加盟各社とNHKは過去にマルチメディア放送が使用していて現在は空き帯域となっている95.0MHzから108.0MHzまでの拡充を求めている。国土交通省も将来的にカーラジオにAM放送の受信機能が搭載されなくなる可能性を踏まえ、現在高速道路会社や各都道府県警察が行っている路側放送のFM転換割当を要望している。
また、2011年7月（東北地方一部は東日本大震災のため2012年3月）まで、地上アナログテレビジョン放送に90 - 108MHzの領域が使用された事情から、地上アナログテレビ放送1chを使用する地域では電波干渉の問題で原則として86 - 90MHzのFMラジオ放送での使用が認められていなかったが、地上アナログテレビ放送の終了により、一部の放送局ではその周波数の使用が認められた。

### FM補完中継局の親局化構想
総務省の有識者会議は民放AMラジオ局のAM放送廃止とFM放送への転換を容認する方針を示した。ラジオ局の経営悪化を理由に日本民間放送連盟（民放連）が設備・運営コストの安いFMへの一本化に向け制度改正を要望していた。総務省は今後、FM転換・併用をラジオ局の選択に委ねる方向で具体的な検討を進め、2024年2月からFM中継局整備済の一部地域でAM中継局停波の実証実験を始めている。

## 聴取方法

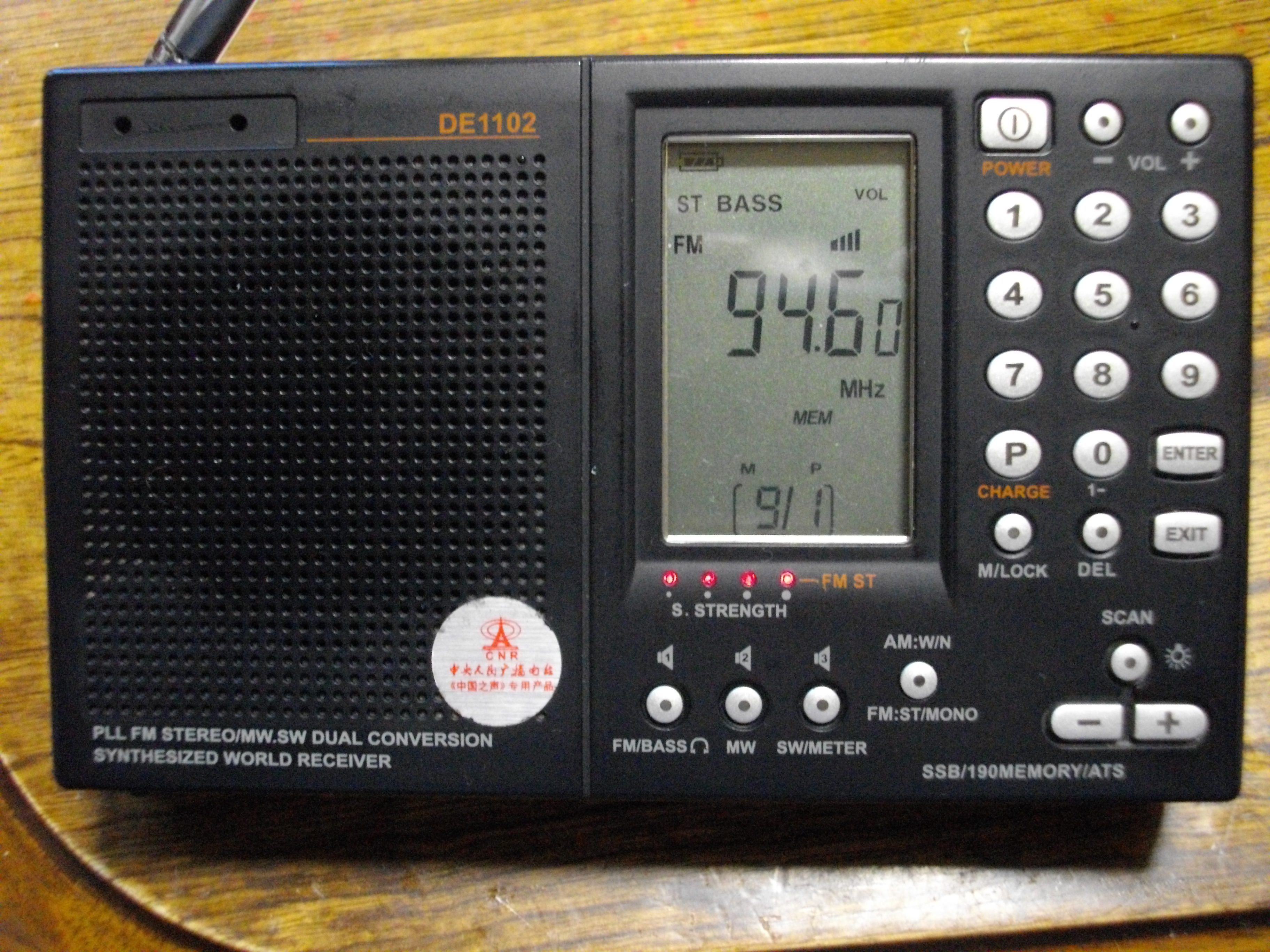
茨城放送のFM補完中継局94.6MHzを受信中の状態

原理的にはFM放送が受信できるラジオで聴取できるが、周波数は基本的に90.1MHzから94.9MHzを割り当てるため、ラジオによって聴取可否が異なる。対応するラジオは、2006年から2014年の国内出荷台数約2,200万台の約半数、2006年から2015年の輸入台数約1億2,680万台の約半数以上が聴取可能と推測されており、2015年度以降の国内出荷分についてはほとんどが聴取可能である。FM放送を開始している放送局では「ワイドFM対応型のラジオ」を通信販売したり、ノベルティグッズとしてプレゼントするなどの例も見られる。
| ラジオの受信可能周波数帯 （76.0MHzから） | 聴取可否       | 備考 |
| ---------------------------------------- | -------------- | --- |
| 90.0MHzまで                              | × （例外あり） | 元来の日本のFMバンドに合わせたもので、主にFM放送初期の1960年代からアナログテレビ終了前後の2010年代前半に発売したラジオと2014年以前に製造されたカーオーディオやカーナビゲーションなどが該当し、聴取不可能である。 周波数が90.0MHzをわずかに超える場合は、PLLシンセサイザ（電子チューナー）ではないアナログチューニングのラジオであれば、受信周波数範囲のマージンで受信できることもあり、90.2MHzの免許を受けた北日本放送では、「手動で周波数を合わせるアナログダイヤル式のラジオはほとんどのタイプで聞くことができる」「多くの日本向けラジオのFM帯域上限ギリギリの「遊び」の部分で、電波をキャッチする事が出来るはず」と告知した。 |
| 95.0MHzまで                              | ○              | FM補完放送の開始に伴う日本のFMバンドの拡張を受けて発売されたもので、FM補完放送対応を表明しているラジオのうち、ソニー、チボリオーディオ、オリンパス、ELPA製の一部機種やJVCケンウッド製の全機種等が該当。 一部のメーカー（パイオニアなど）では、2025年5月までは「ガードバンド」であった99.0MHzまでカバーするものがある。 |
| 108.0MHzまで                             | ○              | FM補完放送対応を表明しているラジオのうち、ソニー製の一部機種とパナソニック製や東芝エルイートレーディング（TLET）製等の全機種や、かつて1980年代以降に製造された「ワールドバンドチューナー対応」等といった日本国外（特に欧米）のFMバンドに対応するいわゆるBCL向けラジオや、アナログテレビの1chから3chの音声が受信できるものとして発売されていたラジオ、この周波数範囲のワイドFMモードを含むいわゆる「広帯域受信機」と呼ばれる受信機が該当。 ニッポン放送が「既に聴取できるラジオは数多く存在する」としているのはこのパターン。 |

## 愛称
2015年3月30日、FM補完放送により親しんでもらうためとして、東京の民放AMラジオ局3社が「ワイドFM」と言う愛称を制定し、大阪の民放AMラジオ3社も「まいど!ワイドFM」というキャッチコピーでPR展開を行う。他の放送局やラジオ受信機メーカー、販売店でもこの愛称を用いてアピールしている。
無線の世界では、周波数変調（FM変調）で通信・放送を行う際に、電波の占有周波数帯幅（周波数偏移）の広さを区別する言葉としてナローFM（略称 NFM、15kHz）・ワイドFM（略称 WFM、200kHz）という言葉が使われており、FMラジオ放送の場合はワイドFMが採用されているが、これとは関係ない。
「ワイドFM」とは別に、各局が独自に名付けた愛称やキャッチコピーもある。
| 放送局名     | 放送系列 | 愛称・キャッチコピー                                           |
| ------------ | -------- | -------------------------------------------------------------- |
| 秋田放送     | JRN・NRN | ABSFM[90.1]（キューマルイチ）                                  |
| 東北放送     | JRN・NRN | FM935（クミコ）                                                |
| 茨城放送     | NRN      | LuckyFM（ラッキーエフエム）                                    |
| 文化放送     | NRN      | 二刀流ラジオ。                                                 |
| ニッポン放送 | NRN      | HappyFM93（ハッピーエフエムきゅうじゅうさん）                  |
| 新潟放送     | JRN・NRN | つながるFM、ひろがるBSN                                        |
| 北日本放送   | JRN・NRN | KNBラジオ+FM90.2                                               |
| 北陸放送     | JRN・NRN | はじめましてFM94.0、AM1107これからも                           |
| 東海ラジオ   | NRN      | くっつく!!FM92.9                                               |
| CBCラジオ    | JRN      | I AM FM, CBC RADIO.                                            |
| ラジオ大阪   | NRN      | FMクイック（91.9MHz）                                          |
| MBSラジオ    | JRN・NRN | MBSラジオはFA宣言!!                                            |
| 和歌山放送   | JRN・NRN | wbsFM 94.2（ダブリュー・ビー・エス エフエム きゅー・よん・に） |
| 中国放送     | JRN・NRN | RCC-FM                                                         |
| 山口放送     | JRN・NRN | エフエムKRY                                                    |
| 南海放送     | JRN・NRN | Fnam（エフナン）                                               |

## 沿革

### 2013年
- 7月17日 - 総務省は「放送ネットワークの強靭化に関する検討会」中間取りまとめを公表[9][10]。
- 9月27日 - 総務省は「V-Lowマルチメディア放送及び放送ネットワークの強靭化に係る周波数の割当て・制度整備に関する基本的方針」を公表[11][12]。

### 2014年
- 1月31日 - 総務省は「AMラジオ放送を補完するFM中継局に関する制度整備の基本的方針」を公表[13][14]。
- 3月12日 - 総務省は放送法施行規則等の一部を改正する省令案等について電波監理審議会に諮問し、原案を適当とする旨の答申を受ける[56][57][58][59][60][61][62]。
- 4月1日
  - 放送法施行規則に、補完中継局の安全・信頼性基準は超短波放送局用のものを適用するとされた[63]。
  - 基幹放送用周波数使用計画に「補完中継局」が定義された[1]。
- 5月19日 - 電波法施行規則に、主たる親局の補完中継局の免許申請については告示により公示された期間内にするものとされた[64]。
- 6月30日 - 基幹放送用周波数使用計画に、主たる親局の補完中継局の周波数が規定され、同時に「平成32年（2020年）3月31日」までに使用されない場合は削除するものともされた[8]。
- 7月16日 - 九州総合通信局は南日本放送に予備免許を交付[65]。
- 8月19日 - 北陸総合通信局は北日本放送に予備免許を交付[66]。
- 8月24日 - 南海放送がV-Low帯FM実験試験局の運用を開始[67]。
- 9月3日 - 関東総合通信局はTBSラジオ&コミュニケーションズ（現：TBSラジオ）、文化放送、ニッポン放送に予備免許を交付[68]。
- 10月31日 - 四国総合通信局は南海放送に松山（伊予）局の予備免許を交付[69]。
- 11月5日 - 中国総合通信局はNHK松江放送局に隠岐局（ラジオ第1通常中継局）の予備免許を交付[70]。
- 11月26日
  - 北陸総合通信局は北日本放送に免許を交付[71]。
  - 四国総合通信局は南海放送に松山（伊予）局の免許を交付[72]。
- 12月1日 - 北日本放送と南海放送（松山（伊予）局）が本放送を開始。全国で最も早い本放送の開始となった[3][73]。
- 12月5日 - 東北総合通信局は秋田放送に予備免許を交付[74]。
- 12月22日
  - 九州総合通信局は南日本放送に免許を交付[75]。
  - NHK松江第1放送の隠岐局が本放送を開始[76][77]。

### 2015年
- 1月1日 - 南日本放送が本放送を開始[78]。九州初の放送開始。
- 2月3日 - 四国総合通信局は南海放送に新居浜局の予備免許を交付[79]。
- 2月26日 - 東北総合通信局は秋田放送に免許を交付[80]。
- 3月2日 - 秋田放送が本放送を開始[81]。東北初の放送開始。
- 3月13日 - 東北総合通信局はIBC岩手放送に山田局の予備免許を交付[82]。
- 3月21日 - 南海放送新居浜局が本放送を開始。親局以外を補完する中継局の開局は全国初。
- 3月27日 - 東北総合通信局はIBC岩手放送に山田局の免許を交付[83]。
- 3月29日 - 前日まで臨時中継局（東日本大震災被災地特例）として運用されてきたIBC岩手放送山田局が本放送を開始。
- 5月13日 - 東海総合通信局はCBCラジオと東海ラジオ放送に予備免許を交付[84]。
- 6月16日 - 中国総合通信局は山口放送に山口（防府大平山）局の予備免許を交付[85]。
- 6月22日
  - 中国総合通信局は中国放送に広島局の予備免許を交付[86]。
  - 山口放送山口（防府大平山）局が試験電波発射開始。
- 6月30日
  - 九州総合通信局は長崎放送に長崎局および諫早局の予備免許を交付[87]。
  - 東北総合通信局はIBC岩手放送に岩泉小本局の予備免許を交付[88]。
- 7月7日 - 東北総合通信局、IBC岩手放送に岩泉小本局の本免許を交付[89]、即日本放送を開始[90]。東日本大震災復興支援事業として岩泉町が基盤整備し、IBC岩手が運用する形態を採った[89]。
- 7月8日 - 中国放送が広島局の試験電波発射開始[91]。
- 7月15日 - 信越総合通信局は新潟放送新潟（弥彦）局に予備免許を交付[92]。
- 7月17日 - 関東総合通信局はIBS（現：LuckyFM茨城放送）に水戸局の予備免許を交付[93]。
- 7月21日 - 山口放送山口（防府大平山）局が本放送を開始[94]。中国地方初の放送開始。
- 7月27日 - 近畿総合通信局は毎日放送（MBSラジオ）、大阪放送（ラジオ大阪）、朝日放送（ABCラジオ）に予備免許を交付[95]。
- 7月29日 - 中国総合通信局、山口放送に美祢局の予備免許を交付[96]。
- 8月7日 - NHK鹿児島放送局の与論局が本放送を開始[97]。
- 8月13日 - 関東総合通信局はIBSに水戸局の免許を交付[98]。
- 8月17日 - IBS水戸局が本放送を開始[99]。関東初の放送開始。
- 9月2日 - 九州総合通信局はRKB毎日放送（RKBラジオ）、九州朝日放送（KBCラジオ）（福岡局・北九州局・行橋局・糸島局）、熊本放送、宮崎放送に予備免許を交付[100]。
- 9月3日 - 関東総合通信局はIBSに高鈴局（後に日立局と呼称）の予備免許を交付[101][102]。
- 9月25日 - 東海総合通信局はCBCラジオと東海ラジオ放送に免許を交付[103]。
- 9月28日 - 新潟放送新潟局が試験電波発射開始[104]。
- 10月1日
  - 9時よりCBCラジオと東海ラジオ放送の名古屋局が本放送を開始[105]。東海初かつ複数県対象初の放送開始。
  - 長崎放送長崎局が本放送を開始[106]。
- 10月5日 - TBSラジオ&コミュニケーションズ、文化放送、ニッポン放送が試験電波発射開始[107]。
- 10月14日 - 九州総合通信局は南日本放送に阿久根局、鹿屋局、枕崎局の免許を交付[108]。
- 10月20日 - 信越総合通信局は新潟放送新潟（弥彦）局に免許を交付[109]、即日、本放送を開始[110]。信越初の放送開始。
- 10月26日 - 東北総合通信局はラジオ福島に東金山局の予備免許を交付[111]。
- 11月1日 - 南日本放送阿久根局、鹿屋局、枕崎局が本放送を開始[112]。
- 11月5日 - 四国総合通信局は南海放送に川之江局、大洲局の予備免許を交付[113]。
- 11月16日 - 東北総合通信局はIBC岩手放送に一関局の予備免許を交付[114]。
- 11月18日 - 中国総合通信局は山口放送に長門局の予備免許を交付[115]。
- 11月27日 - 東北総合通信局はNHK秋田放送局に東成瀬局、東成瀬椿川局の免許を交付[116]。
- 11月29日 - 山口放送美祢局が本放送を開始[117]。
- 11月30日 - 東北総合通信局はIBC岩手放送に一関局の免許を交付[118]。
- 12月1日
  - 中国放送広島局が本放送を開始[119]。
  - 長崎放送諫早局が本放送を開始[106]。
  - IBC岩手放送一関局が本放送を開始[120]。
  - 南海放送川之江局、大洲局が本放送を開始[121]。
  - NHK秋田放送局の東成瀬局、東成瀬椿川局が本放送を開始。
- 12月3日 - 関東総合通信局はIBSに日立局の免許を交付[122]。
- 12月7日
  - 9時よりIBS日立局が本放送を開始[123]。
  - 関東総合通信局はTBSラジオ&コミュニケーションズ、文化放送、ニッポン放送に東京（墨田）局の免許を交付[124]。13時より3社の東京（墨田）局が本放送を開始[125]。
- 12月14日 - 毎日放送（MBSラジオ）、朝日放送（ABCラジオ）、大阪放送（OBCラジオ大阪）が試験電波発射開始[126]。
- 12月17日 - NHK松江放送局ラジオ第1の（飯南町内）来島、頓原、赤名局が、本放送開始。
- 12月22日 - 近畿総合通信局は和歌山放送に和歌山局の予備免許を交付[127][128]。

### 2016年
- 1月20日 - 北陸総合通信局はNHK福井放送局に福井川西局、福井国見局、越廼局の免許を交付[129][130]。
- 1月21日 - NHK福井放送局の福井川西局、福井国見局、越廼局が本放送を開始[129]。
- 2月16日 - 和歌山放送和歌山局が試験電波発射を開始[131]。
- 2月18日 - 四国総合通信局は南海放送に八幡浜局、宇和島局の予備免許を交付[132]。
- 2月19日 - 近畿総合通信局は和歌山放送に御坊局、田辺局の予備免許を交付[133][134]。
- 2月29日 - 近畿総合通信局は毎日放送（MBSラジオ）、大阪放送（ラジオ大阪）、朝日放送（ABCラジオ）に大阪局の免許を交付[135]。
- 3月13日 - 南海放送八幡浜局、宇和島局が本放送を開始[136]。
- 3月19日正午 - 毎日放送（MBSラジオ）、朝日放送ラジオ、大阪放送（OBCラジオ大阪）の大阪局が本放送を開始[135][137][138]。近畿初の放送開始。
- 3月28日13時 - RKB毎日放送（RKBラジオ）、九州朝日放送（KBCラジオ）の福岡局・北九州局・行橋局・糸島局が本放送を開始[139]。
- 3月30日 - 九州総合通信局は大分放送に予備免許を交付[140]。
- 4月1日 - 宮崎放送が本放送を開始[141]。
- 4月4日 - 北陸総合通信局は北陸放送に予備免許を交付[142]。
- 4月15日 - 信越総合通信局はNHK長野放送局に木祖楢川局、南木曽局の予備免許を交付[143]。
- 4月18日 - 山口放送長門局が本放送を開始[144]。
- 4月21日 - 東海総合通信局はNHK名古屋放送局に奥飛騨温泉郷局（高山市）の予備免許を交付[145][146]。
- 4月27日 - 東北総合通信局はラジオ福島に西金山局の予備免許を交付[147]。
- 5月1日 - 熊本放送が本放送を開始[148]。
- 5月16日 - 近畿総合通信局は和歌山放送に和歌山局、御坊局、田辺局の免許を交付[149][150][151]。
- 5月30日 - 和歌山放送和歌山局、御坊局、田辺局が本放送を開始[151][152]。
- 6月9日 - 北海道総合通信局は北海道放送（HBCラジオ）、STVラジオに札幌局の予備免許を交付[153]
  - 放送エリアは札幌市を中心とする道央圏（石狩振興局管内とその周辺）のみ[154]。
- 6月23日 - 大分放送が本放送を開始[155]。
- 6月29日 - 中国総合通信局は中国放送（福山局）、山口放送（萩局、柳井局）の予備免許を交付[156]。
- 7月27日 - 北陸総合通信局は北陸放送に免許を交付[157]。
- 8月1日 - 北陸放送が本放送を開始[158]。
- 8月2日 - 山口放送が萩局の本放送を開始[159]。
- 8月9日 - 九州総合通信局は熊本放送に人吉局、水俣局、宮崎放送に延岡局の予備免許を交付[160]。
- 8月16日 - 東海総合通信局は静岡放送に予備免許を交付[161][162]。
- 9月6日 - 九州総合通信局は長崎放送に佐世保局、佐賀局の予備免許を交付[163]。
- 9月9日 - 四国総合通信局はNHKに日和佐局（徳島局）、宇和島局（松山局）、宿毛局（高知局）の予備免許を交付[164][注釈 22]。
- 10月1日 - 中国放送福山局が本放送を開始[119]。
- 10月6日 - 東北総合通信局はラジオ福島の福島局と郡山局の、IBC岩手放送の盛岡局と二戸局と大槌局の予備免許を交付[165][166]。
- 10月12日 - 山口放送が柳井局の本放送を開始。
- 10月18日 - 東北総合通信局は青森放送の青森局に、東北放送の仙台局に予備免許を交付[167]。
- 10月19日 - 北海道総合通信局はHBCラジオ、STVラジオに札幌局の免許を交付[168]、両社は本放送を開始[169][170]。
- 10月31日 - 静岡放送が試験電波発射開始[171]。
- 11月10日 - 九州総合通信局はNHK宮崎放送局に延岡局の予備免許を交付[172]。
- 11月14日 - 東北総合通信局はラジオ福島に西金山局の免許を交付[173]。
- 11月16日 - ラジオ福島西金山局が本放送を開始[174]。
- 11月18日 - NHK釧路放送局の川湯局、屈斜路局
[175]が本放送を開始[176]。
- 11月19日 - NHK名古屋放送局の奥飛騨温泉郷局が放送開始[177]。
- 11月25日 - 信越総合通信局はNHK長野放送局に木祖楢川局、南木曽局の免許を交付[178]。
- 11月28日 - NHK長野放送局の木祖楢川局、南木曽局が本放送を開始[179]。
- 11月29日 - 中国総合通信局は山陰放送に鳥取局の予備免許を交付[180]。
- 11月30日 - 東海総合通信局は静岡放送に免許を交付[181]。
- 12月1日 - 静岡放送静岡局が本放送を開始[162]。
- 12月22日
  - 近畿総合通信局は和歌山放送に新宮局、九度山局、串本局の予備免許を交付[182]。
  - 東北総合通信局はIBC岩手放送に盛岡局、二戸局、大槌局の免許を交付[183]。
  - 北陸総合通信局は福井放送に予備免許を交付[184]。
- 12月23日 - IBC岩手放送盛岡局、二戸局、大槌局が本放送を開始[185]。
- 12月26日 - 九州総合通信局はNHK鹿児島放送局に徳之島局の予備免許を交付[186]。

### 2017年
- 2月1日 - 長崎放送の佐世保局と佐賀局が本放送を開始[106][187]。
- 3月1日 - 中国総合通信局は山陰放送に鳥取局の免許を交付[188]し、山陰放送鳥取局が本放送を開始[189]。
- 3月2日 - 東北総合通信局はラジオ福島に福島局、郡山局の免許を交付[190]。
- 3月17日 - 九州総合通信局、NHK宮崎放送局に五ヶ瀬局の予備免許を交付[191]。
- 3月23日 - 近畿総合通信局、和歌山放送に新宮局、串本局、九度山局の本免許を交付[151]。
- 3月30日
  - 関東総合通信局、茨城放送に守谷局の予備免許を交付[192]。
  - NHK高知放送局の宿毛補完局が本放送開始[193]。
- 3月31日 - 九州総合通信局、南日本放送に蒲生局の予備免許を交付[194]。
- 4月1日 - 和歌山放送の新宮局、串本局、九度山局が本放送を開始[151]。
- 4月6日 - 茨城放送の守谷局が総務省から本免許を交付[195]。
- 4月20日 - 東北総合通信局、東北放送に仙台局の免許を交付[196][197]
- 4月21日 - 中国総合通信局、山口放送に岩国局の免許を交付[198][199]
- 5月1日 - 東北放送の仙台局が本放送開始[197][200][201]。
- 5月15日 - 中国総合通信局、山口放送に下関局の免許を交付[202][203]
- 6月2日 - 東北総合通信局、青森放送に八戸局の予備免許を交付[204][205]
- 8月10日 - 関東総合通信局、山梨放送に甲府局の予備免許を交付[206]
- 8月15日 - 東海総合通信局、静岡放送に浜松局の予備免許を交付[207]。
- 8月29日 - 東海総合通信局、静岡放送に三島局の予備免許を交付[208]。
- 9月1日 - 北陸総合通信局、北陸放送に七尾局と輪島局の予備免許を、福井放送に小浜局と大野局の予備免許を、それぞれ交付[209]。
- 9月5日 - 九州総合通信局、南日本放送に種子島局の予備免許を交付[210]。
- 9月20日 - 中国総合通信局、山口放送に阿東局の免許を交付[211]。
- 9月28日
  - 東北総合通信局、青森放送に青森局[167]及び八戸局[205]の免許を交付[212]。
  - 東北総合通信局、ラジオ福島に金山局の予備免許を交付[213]。
  - 近畿総合通信局、NHK和歌山放送局にすさみ局の予備免許を交付[214]。
  - 中国総合通信局、中国放送に久井局の免許を交付[215]。
- 10月1日 - 青森放送青森局、八戸局が本放送を開始[216]。
- 10月5日 - 東北総合通信局、IBC岩手放送に室根局と遠野局の予備免許を交付[217]。
- 10月16日 - 東北総合通信局、NHK秋田放送局に皆瀬局の予備免許を交付[218]。
- 10月28日 - NHK徳島放送局の日和佐補完ラジオ局が本放送を開始[219]。
- 11月20日 - 沖縄総合通信事務所、琉球放送及びラジオ沖縄に予備免許を交付[220]。
- 11月22日 - 東北総合通信局はIBC岩手放送に室根局、遠野局の免許を交付[221]。
- 11月25日 - IBC岩手放送室根局、遠野局が本放送を開始[222]。
- 12月1日
  - 静岡放送浜松局、三島局が本放送を開始[223]。
  - NHK鹿児島放送局の徳之島局が本放送を開始[224]。
- 12月6日 - 近畿総合通信局、京都放送に予備免許を交付[225]。
- 12月8日 - 東海総合通信局、岐阜放送ラジオに予備免許を交付[226]。
- 12月15日 - 沖縄総合通信事務所、琉球放送及びラジオ沖縄に免許を交付[227]。
- 12月16日 - 琉球放送及びラジオ沖縄那覇局が本放送を開始[228][229]。これで全総合通信局所[注釈 23]管内で民放によるFM補完放送が開始された。
- 12月19日 - 信越総合通信局、信越放送に長野（美ケ原）局、高ボッチ局、飯田局の予備免許を交付[230]。
- 12月21日
  - 関東総合通信局、栃木放送に予備免許を[231]、山梨放送に甲府（坊ケ峰）局の本免許を[232]、それぞれ交付。
- 12月24日 - 山梨放送の甲府（坊ケ峰）局が本放送を開始[233]。
- 12月26日
  - 関東総合通信局、栃木放送に本免許を交付[234]。
  - 中国総合通信局、山陽放送ラジオに予備免許を交付[235]。
- 12月28日 - 栃木放送の宇都宮局が本放送開始[236][237]

### 2018年
- 2月5日 - NHK宮崎放送局の五ヶ瀬局が本放送を開始[238]。
- 2月15日 - 東北総合通信局、ラジオ福島の若松局に予備免許を交付[239][240]。
- 2月20日 - 南日本放送の種子島局が本放送開始[241]。
- 2月23日 - 四国総合通信局、南海放送の今治、久万、御荘の各局に予備免許を交付[242]。
- 2月28日 - 信越総合通信局、信越放送に善光寺平、聖、飯山野沢の各局に予備免許を交付[243]。
- 3月7日 - 東海総合通信局、岐阜放送ラジオに本免許を交付[244]。
- 3月10日 - 岐阜放送ラジオの岐阜局が本放送開始[245]。
- 3月16日
  - 近畿総合通信局、京都放送に本免許を交付[246]。
  - 四国総合通信局、NHK高知放送局の仁淀、蟠蛇ヶ森、東津野の各局に予備免許[247]。
- 3月19日 - 信越総合通信局、信越放送に長野（美ケ原）局の本免許を交付[248]。
- 3月21日 - 山陽放送岡山局が本放送開始[249]。
- 3月26日 - 信越放送長野（美ケ原）局が本放送を開始[250]。
- 3月27日 - 南海放送の今治・久万・御荘の各局が本放送を開始[251]。
- 3月30日 - 東北総合通信局、NHK盛岡放送局の岩泉小本局と山形放送に予備免許を交付[252][253]。
- 4月2日 - 京都放送の京都局が本放送を開始[254]。
- 5月8日 - 四国総合通信局、NHK松山放送局に宇和島局の本免許を交付[255]。
- 5月16日 - NHK松山放送局の宇和島補完ラジオ局が本放送を開始[256]。
- 6月5日 - 四国総合通信局、四国放送の徳島局、池田局に予備免許を交付[257]。
- 6月15日 - 東北総合通信局、ラジオ福島のいわき局、原町局に予備免許を交付[258]。
- 8月1日 - 南海放送の野村局[259]、栃木放送の足利局、葛生局が本放送を開始[260]。
- 8月22日 - ラジオ関西の神戸局、姫路局に予備免許[261]。
- 8月29日 - 中国総合通信局、山口放送に須佐田万川局の本免許を交付[262]。
- 9月14日 - 四国総合通信局、NHK松山放送局の新居浜局に予備免許を交付[263]。
- 9月25日 - 中国総合通信局、中国放送に三次局の本免許を交付[264]。
- 9月28日
  - 東北総合通信局、山形放送に本免許を交付[265]。
  - 信越総合通信局、信越放送の善光寺平局、聖局、飯山野沢局に本免許を交付[250]。
- 9月30日
  - 四国放送の徳島局・池田局が本放送を開始[266]。
  - 中国放送の三次局が本放送を開始[267]
- 10月1日 - 山陰放送の松江局が本放送を開始[268]。
- 10月7日 - 信越放送の善光寺平局・飯山野沢局・聖局が本放送を開始[250]。
- 10月15日 - 山形放送の山形局が本放送を開始[269]。
- 10月18日 - 東海総合通信局、NHK静岡放送局の富士宮局に予備免許を交付[270]。
- 10月19日 - NHK大阪放送局のすさみ局が本放送を開始[271]。南海トラフ巨大地震対策を目的としての運用だが、保守管理は地元・和歌山放送局が責任を持つ[注釈 24]。
- 11月1日
  - 東北総合通信局、NHK秋田放送局の皆瀬局に本免許を交付[272]。
  - 北陸総合通信局、北陸放送に珠洲局の本免許を交付[273]。
- 11月2日 - 四国総合通信局、NHK高知放送局の仁淀局に本免許[274]。
- 11月12日 - 山口放送の鴻ノ峯局が本放送を開始[275]。
- 11月19日 - 東北総合通信局は、ラジオ福島の若松、いわき、原町の3局に本免許を交付[276]
- 11月28日 - 北陸総合通信局、福井放送の敦賀、美浜両局に免許を交付[277]
- 11月29日 - 東北総合通信局、NHK盛岡放送局の岩泉小本局に本免許を交付[278]。
- 12月1日 - ラジオ福島の若松・いわき・原町3局が本放送開始[279]
- 12月3日 - 福井放送の敦賀・美浜両局が本放送開始[280]。
- 12月5日 - 山口放送の周防大島局が本放送開始[281][282]。
- 12月7日 - 九州総合通信局、NHK鹿児島放送局の川内出水局に予備免許を交付[283]。
- 12月23日 - 山梨放送の身延局、三ツ峠局が本放送を開始[284]。

### 2019年
- 1月9日 - NHK松江放送局ラジオ第1の日原局が本放送開始。
- 3月14日 - 四国総合通信局、NHK高知放送局の蟠蛇ヶ森、東津野の各局の本免許を交付[285]。
- 3月18日 - 近畿総合通信局、ラジオ関西に神戸局・姫路局の本免許を交付[286]。
- 3月25日 - 九州総合通信局、NHK鹿児島放送局の種子島局、NHK長崎放送局の瀬戸板浦局、大瀬戸雪浦局に予備免許を交付[287][288]。
- 4月1日 - ラジオ関西の神戸局・姫路局が本放送を開始[289]。
- 6月26日
  - 関東総合通信局、アール・エフ・ラジオ日本に横浜局の予備免許を交付[290]。
  - 四国総合通信局、西日本放送の高松局、高知放送の高知局に予備免許を交付[291]。
- 7月22日 - 四国総合通信局、南海放送の壺神局に予備免許を交付[292]。
- 8月7日 - 四国総合通信局、四国放送の阿南局と日和佐局に予備免許を交付[293]。
- 8月20日 - 中国総合通信局、中国放送の西条局に予備免許を交付[294]。
- 8月23日 - 南海放送の壺神局が本放送を開始[295]。
- 9月25日
  - 東北総合通信局、青森放送の野辺地陸奥湾局に予備免許を交付[296]。
  - 信越総合通信局、信越放送の小海局に予備免許を交付[297]。
- 11月1日 - 東北総合通信局、福島県大沼郡昭和村にNHK福島放送局及びラジオ福島の昭和局への予備免許を交付[298]。「演送分離」による特定地上基幹放送事業者以外へのFM補完局免許及びギャップフィラー局としての同免許は初。
- 12月9日 - NHK鹿児島放送局の川内出水局が本放送を開始[299]。
- 12月17日 - 北陸総合通信局は福井放送に高浜局の免許を交付[300]。
- 12月23日 - 福井放送の高浜局が本放送を開始[301]。

### 2020年
- 1月7日 - 高知放送の高知局が試験電波発射開始[302]。
- 1月30日 - 東北総合通信局、福島県大沼郡昭和村にNHK福島放送局及びラジオ福島の昭和局への本免許を交付[303]。
- 2月4日
  - 信越放送小海局が本放送開始[304]。
  - 四国総合通信局、高知放送の高知局に本免許を交付[305]。
- 2月5日 - 東海総合通信局、NHK静岡放送局の富士宮局に本免許を交付[306]。
- 2月10日
  - NHK静岡放送局の富士宮局が本放送を開始[307]。
  - 高知放送の高知局が本放送を開始[308]。
- 2月14日 - 四国総合通信局、西日本放送の高松局に本免許を交付[309]。
- 2月16日 - 西日本放送の高松局が本放送を開始[310]。
- 2月18日 - 四国総合通信局、NHK松山放送局の新居浜局に本免許を交付[311]。
- 2月21日 - 中国総合通信局、中国放送の西条局に本免許を交付[312]。
- 2月27日 - 四国総合通信局、四国放送の阿南局と日和佐局に本免許を交付[313]。
- 2月28日 - 北陸総合通信局は福井放送に三国局の免許を交付[314]。
- 3月1日
  - 中国放送の西条局が本放送を開始[315]。
  - 四国放送の阿南・日和佐の両局が本放送を開始[316]。
- 3月9日 - 四国総合通信局、南海放送の大三島局に予備免許を交付[317]。
- 3月16日 - アール・エフ・ラジオ日本の横浜局が本放送を開始[318]。これにより、AMラジオ放送を行う民放全社が設置開始期限までにFM補完放送を開始した。
- 3月18日 - NHK長崎放送局の瀬戸板浦局と大瀬戸雪浦局が本放送を開始[319]。
- 3月20日 - 福井放送の三国局が本放送を開始[320]。
- 3月30日 - 南海放送の大三島局が本放送を開始[321]。
- 4月13日 - NHK鹿児島放送局の種子島局が本放送を開始[322]。
- 7月9日 - 東北総合通信局、青森放送の大間下北局に予備免許を交付[323]。
- 7月17日
  - 信越総合通信局、新潟放送の高田局に予備免許を交付[324]。
- 8月25日 - 東北総合通信局、青森放送の野辺地陸奥湾局に本免許を交付[325]。
- 10月29日 - 東北総合通信局、福島県双葉郡葛尾村にNHK福島放送局及びラジオ福島の葛尾局への予備免許を交付[326]。
- 11月12日 -  北陸総合通信局、NHK金沢放送局の輪島門前局の免許を交付[327]。
- 12月1日 - 新潟放送の高田局が本放送を開始[328]。

### 2021年
- 1月21日 - 東北総合通信局、青森放送の大間下北中継局の免許を交付[329]。
- 1月22日 - 九州総合通信局、熊本放送の阿蘇中継局の免許を交付[330]
- 1月25日 - 青森放送の大間下北中継局が本放送を開始[331]。
- 2月1日 - 熊本放送の阿蘇中継局が本放送を開始[332][333]。
- 2月26日 - 東海総合通信局、静岡放送の下田局に免許を交付[334]。
- 3月1日 - NHK岡山放送局の高梁局が本放送を開始[335]。
- 3月8日 - 静岡放送の下田局が本放送を開始[336]。
- 7月1日 - 茨城放送がLuckyFM守谷中継局を閉局し、宝篋山中継局の本放送を開始[337]。守谷中継局の移転・増力による県南西エリアの受信改善が目的。
- 8月24日 - 中国総合通信局、山口放送の豊田局に本免許[338]。
- 9月16日 - 東北総合通信局、福島県双葉郡広野町にNHK福島放送局及びラジオ福島の広野局への予備免許を交付[339]。
- 11月8日 -  北陸総合通信局、NHK金沢放送局の能登柳田局の免許を交付[340]。
- 12月6日 - 東北総合通信局、福島県双葉郡葛尾村にNHK福島放送局及びラジオ福島の野行局への予備免許を交付[341]。

### 2022年
- 2月8日 - 信越総合通信局、新潟放送の大和局に予備免許を交付[342]。
- 2月14日 - 四国総合通信局、NHK高知放送局の柏尾山局に予備免許を交付[343]。NHKラジオ第1の補完局で親局レベルの補完局は初のケースとなる。
- 3月7日 - 東海総合通信局、静岡放送の御殿場局に免許を交付[344]。
- 3月29日 - 九州総合通信局、NHK鹿児島放送局の栗生局と上之牧局に免許を交付[345]。
- 9月15日 - 信越総合通信局、新潟放送の糸魚川中継局に予備免許を交付[346]。

### 2023年
- 3月1日 - NHK高知放送局の柏尾山局が試験電波発射開始[347]。
- 3月10日 - 東海総合通信局、静岡放送の富士富士宮局に免許を交付[348]。
- 3月22日 - NHK高知放送局の柏尾山局が本放送を開始[349]。
- 8月4日 - 東北総合通信局、IBC岩手放送の田野畑局に予備免許を交付[350]。
- 9月22日 - 北陸総合通信局、北陸放送の羽咋局に免許を交付[351]。
- 9月25日 - 北陸放送の羽咋局が本放送を開始[351]。
- 11月1日 - IBC岩手放送の田野畑局が本放送を開始[352]。

### 2024年
- 1月9日 - 東海総合通信局、CBCラジオ及び東海ラジオ放送に豊橋FM補完中継局の予備免許を交付[353]。
- 2月26日 - 同日より3月29日までを「ラジオ広報強化期間〜もしものときもワイドFM!〜」として制定。災害時におけるメディアとしての認知度向上を図るための広報活動として雨宮天・守谷菜々江を起用した広報動画を配信[354]。
- 3月25日 - CBCラジオ及び東海ラジオ放送の豊橋FM補完中継局が本放送を開始[355]。

### 2025年
- 4月10日 - 総務省は、FM放送用として使用可能な周波数帯の上限を95.0MHzから99.0MHzに引き上げるため、無線設備規則及び特定無線設備の技術基準適合証明等に関する規則の一部を改正する省令案等について電波監理審議会に諮問し、原案を適当とする旨の答申を受ける[356]。
- 5月17日 - FM補完放送用の周波数帯の上限が99.0MHz（割当周波数：76.1 - 98.9 MHz）に変更[357]。

## 補完中継局一覧
周波数使用計画が存在するが未開局の社を含む。
凡例
- 局名が太字…親局を直接補完する中継局
- ◆…運用開始予定の局
- ◇…補助金交付が決定した局（[358]）
- ★…廃止された局
- ◎…ギャップフィラー局（この印のみの場合は運用中）
- 無印…運用中の局

| 周波数 （MHz） | 送信場所          | 空中線 電力 （W） | 対応中波放送  | 対応中波放送         | 対応中波放送              | 対応中波放送       | 目的                                     | 免許交付日      | 免許交付日      | 運用 開始日     | 備考                                                                                             |
| 周波数 （MHz） | 送信場所          | 空中線 電力 （W） | 放送 対象地域 | 親局の 送信場所      | 放送局名 系統名等         | 対応 中継局        | 目的                                     | 予備免許        | 本免許          | 運用 開始日     | 備考                                                                                             |
| -------------- | ----------------- | ----------------- | ------------- | -------------------- | ------------------------- | ------------------ | ---------------------------------------- | --------------- | --------------- | --------------- | ------------------------------------------------------------------------------------------------ |
| 76.1           | 奥飛騨温泉郷      | 30                | 中京 広域圏   | 愛知 弥富            | NHK名古屋第1              |                    | 地理的・地形的難聴                       |                 |                 |                 |                                                                                                  |
| 76.5           | 東津野            |                   | 高知県        | 高知                 | NHK高知第1                |                    |                                          | 2018年 3月16日  | 2019年 3月14日  |                 |                                                                                                  |
| 76.7           | 山田              | 10                | 岩手県        | 矢巾                 | IBC岩手放送               |                    | 災害                                     |                 |                 |                 | 前身は臨時中継局                                                                                 |
| 76.7           | 珠洲              | 100               | 石川県        | 野々市               | 北陸放送                  |                    | 外国波混信                               |                 | 2018年 11月1日  | 不明            |                                                                                                  |
| 76.9           | 大瀬戸雪浦        | 10                | 長崎県        | 長崎                 | NHK長崎第1                |                    | 外国波混信                               | 2019年 3月25日  |                 | 2020年 3月18日  |                                                                                                  |
| 77.0           | 与論              |                   | 鹿児島県      | 霧島                 | NHK鹿児島第1              |                    | 地理的・地形的難聴                       |                 |                 |                 |                                                                                                  |
| 77.1           | 輪島              | 100               | 石川県        | 野々市               | 北陸放送                  | 輪島               | 都市型難聴 外国波混信                    |                 | 2017年 12月1日  | 2017年 12月4日  |                                                                                                  |
| 77.4           | 蟠蛇ヶ森          |                   | 高知県        | 高知                 | NHK高知第1                |                    |                                          | 2018年 3月16日  | 2019年 3月14日  |                 |                                                                                                  |
| 77.8           | 東金山            |                   | 福島県        | 福島                 | ラジオ福島                |                    | 地理的・地形的難聴                       |                 | 2016年 1月21日  | 2016年 1月27日  |                                                                                                  |
| 78.1           | 仁淀              |                   | 高知県        | 高知                 | NHK高知第1                |                    |                                          | 2018年 3月16日  | 2018年 11月2日  |                 |                                                                                                  |
| 78.2           | 五ヶ瀬            |                   | 宮崎県        | 宮崎                 | NHK宮崎第1                |                    |                                          | 2017年 3月17日  |                 | 2018年 2月5日   |                                                                                                  |
| 78.3           | 奄美住用          |                   | 鹿児島県      | 霧島                 | NHK鹿児島第1              | 名瀬               | 外国波混信                               |                 |                 |                 |                                                                                                  |
| 78.5           | 栗生              |                   | 鹿児島県      | 霧島                 | NHK鹿児島第1              |                    |                                          |                 |                 |                 |                                                                                                  |
| 78.8           | 与論              |                   | 全国          | 鹿児島 霧島          | NHK鹿児島第2              |                    | 地理的・地形的難聴                       |                 |                 |                 |                                                                                                  |
| 78.8           | 大間下北          | 20                | 青森県        | 青森                 | 青森放送                  |                    | 地理的・地形的難聴                       | 2020年 7月9日   | 2021年 1月21日  | 2021年 1月25日  |                                                                                                  |
| 79.3           | 西金山            |                   | 福島県        | 福島                 | ラジオ福島                |                    | 地理的・地形的難聴                       | 2016年 4月27日  | 2016年 11月14日 | 2016年 11月16日 |                                                                                                  |
| 79.3           | 金山              |                   | 福島県        | 福島                 | ラジオ福島                |                    | 地理的・地形的難聴                       | 2017年 9月28日  | 2018年 1月16日  | 2018年 1月30日  |                                                                                                  |
| 79.3           | 種子島            | 1k                | 鹿児島県      | 霧島                 | NHK鹿児島第1              |                    | 外国波混信                               | 2019年 3月25日  |                 | 2020年 4月13日  |                                                                                                  |
| 79.4           | 隠岐              | 100               | 島根県        | 出雲                 | NHK松江第1                |                    | 外国波混信                               |                 |                 |                 |                                                                                                  |
| 79.4           | 蒲江              | 10                | 大分県        | 大分                 | NHK大分第1                | 佐伯               | 災害                                     |                 |                 |                 | 南海トラフ地震対策のための特例設置                                                               |
| 79.4           | 徳之島            | 100               | 鹿児島県      | 霧島                 | NHK鹿児島第1              | 徳之島             | 外国波混信                               | 2016年 12月26日 |                 | 2017年 12月1日  |                                                                                                  |
| 79.5           | 輪島門前          | 30                | 石川県        | 野々市               | NHK金沢第1                | 輪島               | 外国波混信                               |                 | 2020年 11月12日 |                 |                                                                                                  |
| 79.5           | 与那国            | 10                | 沖縄県        | 南城                 | ラジオ沖縄                |                    | 外国波混信                               |                 |                 |                 |                                                                                                  |
| 79.6           | 南大東            | 100               | 沖縄県        | 南城                 | ラジオ沖縄                |                    | 外国波混信                               |                 |                 |                 |                                                                                                  |
| 80.1           | 新川              |                   | 富山県        | 富山                 | 北日本放送                |                    | 外国波混信                               | 1991年 6月11日  |                 | 1991年 9月27日  |                                                                                                  |
| 80.1           | 砺波              |                   | 富山県        | 富山                 | 北日本放送                |                    | 外国波混信                               |                 |                 | 2012年 10月2日  |                                                                                                  |
| 80.1           | 名護              | 100               | 沖縄県        | 南城                 | ラジオ沖縄                |                    | 外国波混信                               |                 |                 |                 |                                                                                                  |
| 80.3           | 岩泉小本          | 20                | 岩手県        | 矢巾                 | IBC岩手放送               | 岩泉               | その他                                   |                 | 2015年 7月7日   |                 | 東日本大震災復興事業の一環として整備                                                             |
| 80.3           | 日原              | 30                | 島根県        | 出雲                 | NHK松江第1                |                    | 外国波混信                               |                 |                 | 2019年 1月9日   |                                                                                                  |
| 80.3           | 喜界              |                   | 鹿児島県      | 霧島                 | NHK鹿児島第1              |                    | 外国波混信                               |                 |                 |                 |                                                                                                  |
| 80.3           | 与那国            | 10                | 全国          | 豊見城 （金良）      | NHK沖縄第2                |                    | 外国波混信                               |                 |                 |                 |                                                                                                  |
| 80.5           | 二戸              | 100               | 岩手県        | 盛岡                 | IBC岩手放送               |                    | 都市型難聴 地理的・地形的難聴            |                 |                 |                 |                                                                                                  |
| 80.5           | 大槌              | 20                | 岩手県        | 盛岡                 | IBC岩手放送               |                    | 地理的・地形的難聴                       |                 |                 |                 |                                                                                                  |
| 80.7           | 徳之島            | 100               | 鹿児島県      | 霧島                 | NHK鹿児島第2              | 徳之島             | 外国波混信                               | 2016年 12月26日 |                 | 2017年 12月1日  | 南海トラフ地震対策のための特例設置でもある                                                       |
| 81.3           | 奄美宇検          |                   | 鹿児島県      | 霧島                 | NHK鹿児島第1              |                    | 外国波混信                               |                 |                 |                 |                                                                                                  |
| 81.4           | 南大東            | 100               | 沖縄県        | 豊見城 （嘉数）      | 琉球放送                  |                    | 外国波混信                               |                 |                 |                 |                                                                                                  |
| 81.5           | 西表祖納          | 10                | 沖縄県        | 南城                 | ラジオ沖縄                |                    | 外国波混信                               |                 |                 |                 |                                                                                                  |
| 81.5           | 東成瀬            |                   | 秋田県        | 秋田                 | NHK秋田第1                |                    | 地理的・地形的難聴                       |                 |                 |                 |                                                                                                  |
| 81.5           | 田野畑            | 20                | 岩手県        | 盛岡                 | IBC岩手放送               |                    | 地理的・地形的難聴                       |                 |                 |                 |                                                                                                  |
| 81.6           | 屈斜路 （弟子屈） |                   | 北海道        | 釧路                 | NHK釧路第1                |                    | 地理的・地形的難聴                       |                 |                 |                 |                                                                                                  |
| 81.7           | 浜田              | 100               | 島根県        | 出雲                 | NHK松江第1                | 浜田               |                                          |                 |                 | 2021年 3月11日  |                                                                                                  |
| 82.2           | 多良間            | 3                 | 沖縄県        | 豊見城 （嘉数）      | 琉球放送                  |                    | 外国波混信                               |                 |                 |                 |                                                                                                  |
| 82.3           | 西之表 （種子島） | 1k                | 鹿児島県      | 霧島                 | 南日本放送                |                    | 外国波混信 地理的・地形的難聴            |                 |                 |                 |                                                                                                  |
| 82.6           | 父島              |                   | 関東 広域圏   | 埼玉 久喜            | NHK東京第1                |                    | 外国波混信                               |                 |                 |                 |                                                                                                  |
| 82.6           | 母島              |                   | 関東 広域圏   | 埼玉 久喜            | NHK東京第1                |                    | 外国波混信                               |                 |                 |                 |                                                                                                  |
| 82.6           | 名護              | 100               | 沖縄県        | 豊見城 （嘉数）      | 琉球放送                  |                    | 外国波混信                               |                 |                 |                 |                                                                                                  |
| 82.7           | 伊良部            | 100               | 沖縄県        | 豊見城 （嘉数）      | 琉球放送                  |                    | 外国波混信                               |                 |                 |                 | 廃止された宮古中波中継局（JORO）の代替                                                           |
| 82.9           | 上之牧            |                   | 鹿児島県      | 霧島                 | NHK鹿児島第1              |                    | 外国波混信                               |                 |                 |                 |                                                                                                  |
| 83.1           | 西表祖納          | 10                | 全国          | 豊見城 （金良）      | NHK沖縄第2                |                    | 外国波混信                               |                 |                 |                 |                                                                                                  |
| 83.4           | 奄美大和          |                   | 鹿児島県      | 霧島                 | NHK鹿児島第1              |                    | 外国波混信                               |                 |                 |                 |                                                                                                  |
| 83.5           | 与那国            | 10                | 沖縄県        | 豊見城 （金良）      | NHK沖縄第1                |                    | 外国波混信                               |                 |                 |                 |                                                                                                  |
| 83.5           | 南大東            | 100               | 沖縄県        | 豊見城 （金良）      | NHK沖縄第1                |                    | 外国波混信                               |                 |                 |                 |                                                                                                  |
| 83.6           | 多良間            | 3                 | 沖縄県        | 南城                 | ラジオ沖縄                |                    | 外国波混信                               |                 |                 |                 |                                                                                                  |
| 83.9           | 西表祖納          | 10                | 沖縄県        | 豊見城 （嘉数）      | 琉球放送                  |                    | 外国波混信                               |                 |                 |                 |                                                                                                  |
| 84.1           | 伊良部            | 100               | 沖縄県        | 南城                 | ラジオ沖縄                |                    | 外国波混信                               |                 |                 |                 |                                                                                                  |
| 84.1           | 川湯 （弟子屈）   |                   | 北海道        | 釧路                 | NHK釧路第1                |                    | 地理的・地形的難聴                       |                 |                 |                 |                                                                                                  |
| 84.2           | 皆瀬              |                   | 秋田県        | 秋田                 | NHK秋田第1                |                    | 地理的・地形的難聴                       | 2017年 10月16日 | 2018年 11月1日  |                 |                                                                                                  |
| 84.6           | 父島              |                   | 全国          | 埼玉 久喜            | NHK東京第2                |                    | 外国波混信                               |                 |                 |                 |                                                                                                  |
| 84.6           | 母島              |                   | 全国          | 埼玉 久喜            | NHK東京第2                |                    | 外国波混信                               |                 |                 |                 |                                                                                                  |
| 84.7           | 与那国            | 10                | 沖縄県        | 豊見城 （嘉数）      | 琉球放送                  |                    | 外国波混信                               |                 |                 |                 |                                                                                                  |
| 85.0           | 瀬戸板浦          | 20                | 長崎県        | 長崎                 | NHK長崎第1                |                    | 外国波混信                               | 2019年 3月25日  |                 | 2020年 3月18日  |                                                                                                  |
| 85.2           | 西表祖納          | 10                | 沖縄県        | 豊見城 （金良）      | NHK沖縄第1                |                    | 外国波混信                               |                 |                 |                 |                                                                                                  |
| 85.5           | 一関              |                   | 岩手県        | 矢巾                 | IBC岩手放送               |                    | 地理的・地形的難聴                       | 2015年 11月6日  | 2015年 11月30日 | 2015年 12月1日  |                                                                                                  |
| 85.6           | ★小千谷           |                   | 新潟県        | 新潟                 | NHK新潟第1                |                    | 災害                                     |                 |                 |                 | 新潟県中越地震の際、臨時の中継局が開局                                                           |
| 86.0           | 木祖楢川          | 10                | 長野県        | 長野                 | NHK長野第1                |                    | 地理的・地形的難聴                       | 2016年 4月15日  | 2016年 11月25日 | 2016年 11月28日 |                                                                                                  |
| 86.3           | 国頭              | 100               | 沖縄県        | 南城                 | ラジオ沖縄                |                    | 外国波混信                               |                 |                 |                 |                                                                                                  |
| 86.4           | 室根              | 10                | 岩手県        | 盛岡                 | IBC岩手放送               |                    | 地理的・地形的難聴 都市型難聴            | 2017年 10月5日  | 2017年 11月22日 | 2017年 11月25日 |                                                                                                  |
| 86.4           | 美祢              | 100               | 山口県        | 周南                 | 山口放送                  |                    | 外国波混信 地理的・地形的難聴            |                 |                 |                 | 日本海側で同期放送                                                                               |
| 86.4           | 長門              | 20                | 山口県        | 周南                 | 山口放送                  |                    | 外国波混信                               |                 |                 |                 | 日本海側で同期放送                                                                               |
| 86.4           | 豊浦              | 20                | 山口県        | 周南                 | 山口放送                  |                    | 外国波混信                               |                 | 2017年 10月20日 | 2017年 10月30日 | 日本海側で同期放送                                                                               |
| 86.4           | 萩                | 100               | 山口県        | 周南                 | 山口放送                  | 萩 （JOPL）        | 都市型難聴                               |                 |                 |                 | 日本海側で同期放送                                                                               |
| 86.4           | 須佐田万川        | 50                | 山口県        | 周南                 | 山口放送                  | 須佐 田万川        |                                          |                 | 2018年 8月29日  | 2018年 8月29日  | 日本海側で同期放送                                                                               |
| 86.4           | 豊田              | 20                | 山口県        | 周南                 | 山口放送                  |                    |                                          |                 | 2021年 8月24日  | 2021年 8月25日  | 日本海側で同期放送                                                                               |
| 86.6           | 南木曽            | 10                | 長野県        | 長野                 | NHK長野第1                |                    | 地理的・地形的難聴                       | 2016年 4月15日  | 2016年 11月25日 | 2016年 11月28日 |                                                                                                  |
| 86.7           | 蒲生              |                   | 鹿児島県      | 霧島                 | 南日本放送                |                    |                                          |                 |                 | 2017年 11月1日  |                                                                                                  |
| 86.8           | 福井国見          |                   | 福井県        | 福井                 | NHK福井第1                |                    | 外国波混信                               |                 |                 |                 |                                                                                                  |
| 87.1           | 松江 （枕木山）   | 500               | 鳥取県 島根県 | 米子                 | 山陰放送                  | 出雲               | 災害                                     |                 | 2018年 10月1日  | 2018年 10月1日  | 親局補完としては珍しく90MHz未満での開局となった                                                  |
| 87.2           | 宮古              | 100               | 岩手県        | 盛岡                 | IBC岩手放送               | 宮古 （JODN）      |                                          |                 |                 | 2022年 12月23日 |                                                                                                  |
| 87.5           | 赤来              | 3                 | 島根県        | 出雲                 | NHK松江第1                |                    |                                          |                 |                 |                 |                                                                                                  |
| 87.7           | 東成瀬椿川        |                   | 秋田県        | 秋田                 | NHK秋田第1                |                    | 地理的・地形的難聴                       |                 |                 |                 |                                                                                                  |
| 87.7           | ◆能登柳田         | 10                | 石川県        | 野々市               | NHK金沢第1                |                    | 都市型難聴 外国波混信 地理的・地形的難聴 | 2021年 11月8日  |                 |                 |                                                                                                  |
| 87.8           | 石垣              | 100               | 沖縄県        | 南城                 | ラジオ沖縄                |                    | 外国波混信                               |                 |                 |                 | 中波1kW級中継局の割当があったが実現せず                                                          |
| 87.8           | 遠野              | 20                | 岩手県        | 盛岡                 | IBC岩手放送               |                    | 地理的・地形的難聴 都市型難聴            | 2017年 10月5日  | 2017年 11月22日 | 2017年 11月25日 |                                                                                                  |
| 88.0           | 昭和              | 0.1               | 福島県        | 福島                 | NHK福島第1                |                    |                                          | 2019年 11月1日  | 2020年 1月30日  | 不明            |                                                                                                  |
| 88.0           | 頓原              | 3                 | 島根県        | 出雲                 | NHK松江第1                |                    |                                          |                 |                 |                 |                                                                                                  |
| 88.1           | 日立              | 100               | 茨城県        | 水戸                 | LuckyFM 茨城放送          |                    | 地理的・地形的難聴                       |                 |                 |                 |                                                                                                  |
| 88.1           | ★守谷             | 20                | 茨城県        | 水戸                 | LuckyFM 茨城放送          |                    |                                          |                 |                 | 2017年 4月7日   | つくば局開局後、廃止                                                                             |
| 88.1           | つくば            | 100               | 茨城県        | 水戸                 | LuckyFM 茨城放送          | 土浦               | 地理的・地形的難聴                       | 2021年 6月3日   | 2021年 6月23日  | 2021年 7月1日   | 上記守谷局を移転・増力し県南西地区の受信を改善                                                   |
| 88.2           | 富士宮            | 30                | 静岡県        | 静岡                 | NHK静岡第1                |                    | 地理的・地形的難聴                       | 2018年 10月18日 | 2020年 2月5日   | 2020年 2月10日  |                                                                                                  |
| 88.3           | 岩泉小本          | 10                | 岩手県        | 盛岡                 | NHK盛岡第1                | 岩泉               | 地理的・地形的難聴                       | 2018年 3月30日  | 2018年 11月29日 |                 |                                                                                                  |
| 88.3           | 福井川西          |                   | 福井県        | 福井                 | NHK福井第1                |                    | 外国波混信                               |                 |                 |                 |                                                                                                  |
| 88.5           | 釜石              | 100               | 岩手県        | 盛岡                 | IBC岩手放送               | 釜石 （JODM）      |                                          |                 |                 | 2022年 11月30日 |                                                                                                  |
| 88.6           | 七尾              | 100               | 石川県        | 野々市               | 北陸放送                  | 七尾               | 都市型難聴 外国波混信                    |                 | 2017年 12月1日  | 2017年 12月4日  |                                                                                                  |
| 88.8           | 国頭              | 100               | 沖縄県        | 豊見城 （嘉数）      | 琉球放送                  |                    | 外国波混信                               |                 |                 |                 |                                                                                                  |
| 89.0           | ◎葛尾             | 0.1               | 福島県        | 福島                 | NHK福島第1                |                    |                                          | 2020年 10月29日 |                 | 2021年 3月31日  | 免許人は葛尾村                                                                                   |
| 89.0           | ◆◎野行            | 0.1               | 福島県        | 福島                 | NHK福島第1                |                    |                                          | 2021年 12月6日  |                 |                 | 免許人は葛尾村                                                                                   |
| 89.0           | ◆広野             | 0.1               | 福島県        | 福島                 | NHK福島第1                |                    |                                          | 2021年 9月16日  |                 |                 | 免許人は広野町                                                                                   |
| 89.0           | 石垣              | 100               | 沖縄県        | 豊見城 （嘉数）      | 琉球放送                  |                    | 外国波混信                               |                 |                 |                 | 中波1kW級中継局の割当があったが実現せず                                                          |
| 89.2           | 来島              | 10                | 島根県        | 出雲                 | NHK松江第1                |                    |                                          |                 |                 |                 |                                                                                                  |
| 89.5           | 越廼              |                   | 福井県        | 福井                 | NHK福井第1                |                    |                                          |                 |                 |                 |                                                                                                  |
| 89.6           | 高梁              | 10                | 岡山県        | 岡山                 | NHK岡山第1                |                    | 地理的・地形的難聴                       |                 |                 | 2021年 3月1日   |                                                                                                  |
| 89.9           | 東蒲江            | 10                | 大分県        | 大分                 | NHK大分第1                | 佐伯               | 災害                                     |                 |                 |                 | 南海トラフ地震対策のための特例設置                                                               |
| 89.9           | 川内出水          | 100               | 鹿児島県      | 霧島                 | NHK鹿児島第1              |                    | 地理的・地形的難聴 外国波混信            | 2018年 12月7日  |                 | 2019年 12月9日  |                                                                                                  |
| 90.1           | 広尾              | 100               | 北海道        | 帯広                 | NHK帯広第1                | 広尾               | 地理的・地形的難聴                       |                 | 2018年 9月10日  |                 | 千島海溝地震対策のための特例設置でもある                                                         |
| 90.1           | 秋田              | 1k                | 秋田県        | 秋田                 | 秋田放送                  |                    | 災害                                     | 2014年 12月5日  | 2015年 2月26日  | 2015年 3月2日   |                                                                                                  |
| 90.1           | 三島              | 100               | 静岡県        | 静岡                 | 静岡放送                  | 三島               | 災害                                     |                 |                 | 2017年 12月1日  |                                                                                                  |
| 90.1           | 下田              | 10                | 静岡県        | 静岡                 | 静岡放送                  |                    | 地理的・地形的難聴                       |                 | 2021年 2月26日  | 2021年 3月8日   |                                                                                                  |
| 90.2           | いわき            | 100               | 福島県        | 福島                 | ラジオ福島                | いわき （JOWW）    | 地理的・地形的難聴                       | 2018年 6月15日  | 2018年 11月19日 | 2018年 12月1日  |                                                                                                  |
| 90.2           | 原町              | 100               | 福島県        | 福島                 | ラジオ福島                | 原町 （JOFL）      | 地理的・地形的難聴                       | 2018年 6月15日  | 2018年 11月19日 | 2018年 12月1日  |                                                                                                  |
| 90.2           | ◆広野             |                   | 福島県        | 福島                 | ラジオ福島                |                    |                                          | 2021年 9月16日  |                 |                 | 免許人は広野町                                                                                   |
| 90.2           | 富山              | 1k                | 富山県        | 富山                 | 北日本放送                |                    | 災害                                     | 2014年 8月19日  | 2014年 11月26日 | 2014年 12月1日  |                                                                                                  |
| 90.2           | 福岡 （九千部山） | 1k                | 福岡県        | 福岡                 | 九州朝日放送              |                    | 都市型難聴 災害                          |                 |                 |                 |                                                                                                  |
| 90.3           | 高松              | 1k                | 香川県        | 高松                 | 西日本放送                |                    | 都市型難聴 地理的・地形的難聴            | 2019年 6月26日  | 2020年 2月14日  | 2020年 2月16日  |                                                                                                  |
| 90.4           | 札幌              | 5k                | 北海道        | 江別                 | STVラジオ                 |                    | 都市型難聴                               |                 |                 |                 |                                                                                                  |
| 90.4           | 岐阜              | 1k                | 岐阜県        | 岐阜                 | 岐阜放送                  |                    | 都市型難聴 地理的・地形的難聴            | 2017年 12月6日  | 2018年 3月7日   | 2018年 3月10日  |                                                                                                  |
| 90.4           | 宮崎              | 1k                | 宮崎県        | 宮崎                 | 宮崎放送                  |                    | 都市型難聴 災害                          |                 |                 |                 |                                                                                                  |
| 90.5           | 東京 （墨田）     | 7k                | 関東 広域圏   | 埼玉 戸田            | TBSラジオ                 |                    | 都市型難聴 災害                          |                 |                 |                 |                                                                                                  |
| 90.6           | 盛岡              | 1k                | 岩手県        | 盛岡                 | IBC岩手放送               |                    | 都市型難聴 地理的・地形的難聴            |                 |                 |                 |                                                                                                  |
| 90.6           | 大阪 （生駒山）   | 7k                | 近畿 広域圏   | 大阪 高石            | MBSラジオ                 |                    | 都市型難聴                               |                 |                 |                 |                                                                                                  |
| 90.6           | 佐世保            | 300               | 長崎県 佐賀県 | 長崎                 | 長崎放送                  | 佐世保 （JOMF）    | 地理的・地形的難聴                       |                 |                 | 2017年 2月1日   |                                                                                                  |
| 90.7           | 佐伯              | 20                | 大分県        | 大分                 | NHK大分第1                | 佐伯               | 災害                                     |                 |                 |                 | 南海トラフ地震対策のための特例設置                                                               |
| 90.8           | 福島              | 500               | 福島県        | 福島                 | ラジオ福島                |                    | 都市型難聴 地理的・地形的難聴            |                 |                 | 2017年 3月26日  |                                                                                                  |
| 90.8           | 郡山              | 500               | 福島県        | 福島                 | ラジオ福島                | 郡山 （JOWO）      | 都市型難聴 地理的・地形的難聴            |                 |                 | 2017年 3月26日  |                                                                                                  |
| 90.8           | 若松              | 250               | 福島県        | 福島                 | ラジオ福島                | 若松 （JOWE）      | 都市型難聴 地理的・地形的難聴            | 2018年 2月15日  | 2018年 11月19日 | 2018年 12月1日  |                                                                                                  |
| 90.8           | 昭和              | 0.1               | 福島県        | 福島                 | ラジオ福島                |                    |                                          | 2019年 11月1日  | 2020年 1月30日  | 不明            | 免許人は昭和村                                                                                   |
| 90.8           | ◎葛尾             | 0.1               | 福島県        | 福島                 | ラジオ福島                |                    |                                          | 2020年 10月29日 |                 | 2021年3月1日    | 免許人は葛尾村                                                                                   |
| 90.8           | ◆野行             | 0.1               | 福島県        | 福島                 | ラジオ福島                |                    |                                          | 2021年 12月6日  |                 |                 | 免許人は葛尾村                                                                                   |
| 90.8           | 高知              | 500               | 高知県        | 高知                 | 高知放送                  |                    | 災害                                     | 2019年 6月26日  | 2020年 2月4日   | 2020年 2月10日  |                                                                                                  |
| 90.9           | 甲府              | 1k                | 山梨県        | 甲府                 | 山梨放送                  |                    | 都市型難聴 地理的・地形的難聴            |                 |                 |                 |                                                                                                  |
| 90.9           | 身延              | 100               | 山梨県        | 甲府                 | 山梨放送                  |                    |                                          |                 |                 | 2018年 12月23日 |                                                                                                  |
| 90.9           | 三ツ峠            | 100               | 山梨県        | 甲府                 | 山梨放送                  | 大月 上野原        |                                          |                 |                 | 2018年 12月23日 |                                                                                                  |
| 90.9           | 大崎              |                   | 広島県        | 広島                 | NHK広島第1                |                    |                                          |                 |                 |                 |                                                                                                  |
| 91.0           | 福岡 （九千部山） | 1k                | 福岡県        | 福岡                 | RKB毎日放送               |                    | 都市型難聴 災害                          |                 |                 |                 |                                                                                                  |
| 91.0           | 豊橋 （本宮山）   | 50                | 中京 広域圏   | 豊橋                 | 東海ラジオ放送            |                    |                                          | 2024年 1月9日   | 2024年 3月22日  | 2024年 3月25日  |                                                                                                  |
| 91.1           | 神戸              | 1k                | 兵庫県        | 神戸                 | ラジオ関西                |                    | 都市型難聴 地理的・地形的難聴            | 2018年 8月22日  | 2019年 3月18日  | 2019年 4月1日   |                                                                                                  |
| 91.1           | 姫路              | 100               | 兵庫県        | 神戸                 | ラジオ関西                |                    | 都市型難聴 地理的・地形的難聴            | 2018年 8月22日  | 2019年 3月18日  | 2019年 4月1日   |                                                                                                  |
| 91.1           | 足利              |                   | 栃木県        | 宇都宮               | 栃木放送                  | 足利 （JOXM）      |                                          |                 |                 | 2018年 8月1日   |                                                                                                  |
| 91.2           | 善光寺平          | 100               | 長野県        | 長野                 | 信越放送                  |                    | 地理的・地形的難聴                       | 2018年 2月28日  | 2018年 9月28日  | 2018年 10月7日  |                                                                                                  |
| 91.2           | 聖                | 100               | 長野県        | 長野                 | 信越放送                  |                    | 地理的・地形的難聴                       | 2018年 2月28日  | 2018年 9月28日  | 2018年 10月7日  |                                                                                                  |
| 91.2           | 飯山野沢          | 30                | 長野県        | 長野                 | 信越放送                  |                    | 地理的・地形的難聴                       | 2018年 2月28日  | 2018年 9月28日  | 2018年 10月7日  |                                                                                                  |
| 91.2           | 小海              | 50                | 長野県        | 長野                 | 信越放送                  |                    | 地理的・地形的難聴                       | 2019年 9月25日  |                 | 2020年 2月4日   |                                                                                                  |
| 91.2           | 川之江            |                   | 愛媛県        | 松山                 | 南海放送                  |                    | 地理的・地形的難聴                       |                 |                 |                 |                                                                                                  |
| 91.2           | 八幡浜            |                   | 愛媛県        | 松山                 | 南海放送                  | 八幡浜             | 災害                                     |                 |                 |                 |                                                                                                  |
| 91.2           | 久万              |                   | 愛媛県        | 松山                 | 南海放送                  |                    | 災害                                     | 2018年 2月23日  |                 | 2018年 3月27日  |                                                                                                  |
| 91.2           | 壺神              | 20                | 愛媛県        | 松山                 | 南海放送                  |                    | 地理的・地形的難聴                       | 2019年 7月22日  |                 | 2019年 8月23日  |                                                                                                  |
| 91.2           | 大三島            | 20                | 愛媛県        | 松山                 | 南海放送                  |                    |                                          | 2020年 3月9日   |                 | 2020年 3月30日  |                                                                                                  |
| 91.3           | すさみ            | 100               | 近畿 広域圏   | 大阪 堺              | NHK大阪第1                | すさみ             | 災害                                     | 2017年 9月28日  |                 | 2018年 10月19日 | 南海トラフ地震対策のための特例設置                                                               |
| 91.4           | 岡山              | 700               | 岡山県        | 岡山                 | RSK山陽放送               |                    | 都市型難聴 地理的・地形的難聴            | 2017年 12月26日 |                 | 2018年 3月21日  |                                                                                                  |
| 91.4           | 熊本              | 810               | 熊本県        | 合志                 | 熊本放送                  |                    | 都市型難聴                               |                 |                 |                 |                                                                                                  |
| 91.5           | 札幌              | 5k                | 北海道        | 江別                 | 北海道放送                |                    | 都市型難聴                               |                 |                 |                 |                                                                                                  |
| 91.5           | 北九州            | 250               | 福岡県        | 福岡                 | RKB毎日放送               | 北九州 （JOFO）    | 都市型難聴 災害                          |                 |                 |                 |                                                                                                  |
| 91.6           | 東京 （墨田）     | 7k                | 関東 広域圏   | 埼玉 川口            | 文化放送                  |                    | 都市型難聴 災害                          |                 |                 |                 |                                                                                                  |
| 91.6           | 田辺              | 100               | 和歌山県      | 和歌山               | 和歌山放送                | 田辺白浜 （JOVL）  | 地理的・地形的難聴                       |                 | 2016年 5月16日  | 2016年 5月30日  |                                                                                                  |
| 91.6           | 九度山            |                   | 和歌山県      | 和歌山               | 和歌山放送                |                    | 地理的・地形的難聴                       |                 | 2017年 3月23日  | 2017年 4月1日   |                                                                                                  |
| 91.7           | 青森 （五所川原） | 1k                | 青森県        | 青森                 | 青森放送                  |                    | 都市型難聴 地理的・地形的難聴            |                 |                 | 2017年 10月1日  |                                                                                                  |
| 91.7           | 松山              | 1k                | 愛媛県        | 松山                 | 南海放送                  |                    | 災害                                     | 2014年 10月31日 | 2014年 11月26日 | 2014年 12月1日  | 前身は実験試験局                                                                                 |
| 91.7           | 新居浜            |                   | 愛媛県        | 松山                 | 南海放送                  | 新居浜 （JOAL）    | 災害                                     |                 |                 |                 | 前身は実験試験局                                                                                 |
| 91.7           | 宇和島            |                   | 愛媛県        | 松山                 | 南海放送                  | 宇和島 （JOAM）    | 災害                                     |                 |                 |                 |                                                                                                  |
| 91.7           | 大洲              |                   | 愛媛県        | 松山                 | 南海放送                  | 大洲 （JOAN）      | 地理的・地形的難聴                       |                 |                 |                 |                                                                                                  |
| 91.7           | 今治              |                   | 愛媛県        | 松山                 | 南海放送                  |                    | 災害                                     | 2018年 2月23日  |                 | 2018年 3月27日  | 過去にはAM1116kHzで中継局が運用されていた                                                        |
| 91.7           | 御荘              |                   | 愛媛県        | 松山                 | 南海放送                  | 御荘 （JOAS）      | 災害                                     | 2018年 2月23日  |                 | 2018年 3月27日  |                                                                                                  |
| 91.7           | 野村              | 20                | 愛媛県        | 松山                 | 南海放送                  |                    |                                          |                 | 2018年 7月31日  | 2018年 8月1日   | 西日本豪雨を受けての臨機の措置                                                                   |
| 91.8           | 諫早              |                   | 長崎県 佐賀県 | 長崎                 | 長崎放送                  | 諫早               | 都市型難聴                               |                 |                 |                 |                                                                                                  |
| 91.8           | 豊橋 （本宮山）   | 50                | 中京 広域圏   | 豊橋                 | CBCラジオ                 |                    | 都市型難聴                               | 2024年 1月9日   | 2024年 3月22日  | 2024年 3月25日  |                                                                                                  |
| 91.9           | 大阪 （生駒山）   | 7k                | 近畿 広域圏   | 大阪 堺              | ラジオ大阪                |                    | 都市型難聴                               |                 |                 |                 |                                                                                                  |
| 92.1           | 鳥栖              | 20                | 長崎県 佐賀県 | 長崎                 | 長崎放送                  | 佐賀 （JOUO）      |                                          |                 | 2020年 7月17日  | 2020年 8月1日   |                                                                                                  |
| 92.1           | 那覇              | 1k                | 沖縄県        | 豊見城 （嘉数）      | 琉球放送                  |                    | 都市型難聴 災害                          | 2017年 11月20日 |                 |                 | 当初計画されていた91.5MHzに対し那覇市内で外国波による混信が判明したことから、92.1MHzに変更された |
| 92.1           | 御殿場            | 10                | 静岡県        | 静岡                 | 静岡放送                  | 御殿場             | 地理的・地形的難聴                       |                 | 2022年 3月7日   |                 |                                                                                                  |
| 92.2           | 長野 （美ヶ原）   | 1k                | 長野県        | 長野                 | 信越放送                  |                    | 地理的・地形的難聴                       | 2017年 12月19日 | 2018年 3月19日  | 2018年 3月26日  |                                                                                                  |
| 92.2           | 鳥取 （鉢伏山）   | 500               | 鳥取県 島根県 | 米子                 | 山陰放送                  | 鳥取 （JOHL） 倉吉 | 都市型難聴 外国波混信                    |                 |                 | 2017年 3月1日   | 周波数割当計画上の親局だが運用上は中継局の補完となる                                             |
| 92.3           | 周南 （防府）     | 1k                | 山口県        | 周南                 | 山口放送                  |                    | 都市型難聴 外国波混信                    |                 |                 |                 |                                                                                                  |
| 92.3           | 柳井 （石城山）   | 100               | 山口県        | 周南                 | 山口放送                  |                    | 外国波混信                               |                 |                 |                 |                                                                                                  |
| 92.3           | 阿東              | 100               | 山口県        | 周南                 | 山口放送                  |                    | 外国波混信                               |                 |                 | 2017年 9月23日  |                                                                                                  |
| 92.3           | 岩国              | 100               | 山口県        | 周南                 | 山口放送                  | 岩国 （JOPN）      | 都市型難聴 外国波混信                    |                 |                 | 2017年 4月23日  |                                                                                                  |
| 92.3           | 下関              | 100               | 山口県        | 周南                 | 山口放送                  | 下関 （JOPM）      | 都市型難聴 外国波混信                    |                 |                 | 2017年 5月21日  |                                                                                                  |
| 92.3           | 宇部              | 100               | 山口県        | 周南                 | 山口放送                  |                    | 地理的・地形的難聴                       |                 | 2018年 4月11日  | 2018年 4月11日  |                                                                                                  |
| 92.3           | 山口鴻ノ峯        | 100               | 山口県        | 周南                 | 山口放送                  | 山口               | 地理的・地形的難聴                       |                 | 2018年 11月12日 | 2018年 11月12日 |                                                                                                  |
| 92.3           | 周防大島          | 100               | 山口県        | 周南                 | 山口放送                  |                    | 地理的・地形的難聴                       |                 | 2018年 12月5日  | 2018年 12月5日  |                                                                                                  |
| 92.3           | 人吉              | 50                | 熊本県        | 合志                 | 熊本放送                  | 人吉               | 地理的・地形的難聴 災害                  |                 |                 | 2017年 2月1日   |                                                                                                  |
| 92.3           | 阿蘇              | 3                 | 熊本県        | 合志                 | 熊本放送                  | 阿蘇               | 都市型難聴 地理的・地形的難聴            |                 | 2021年 1月22日  |                 |                                                                                                  |
| 92.4           | 山形              | 1k                | 山形県        | 山形                 | 山形放送                  |                    | 地理的・地形的難聴 都市型難聴            | 2018年 3月30日  |                 | 2018年 10月15日 |                                                                                                  |
| 92.4           | 横浜              | 5k                | 神奈川県      | 横浜                 | アール・エフ・ ラジオ日本 |                    | 地理的・地形的難聴 都市型難聴            | 2019年 6月26日  |                 | 2020年 3月16日  |                                                                                                  |
| 92.4           | 御坊              | 100               | 和歌山県      | 和歌山               | 和歌山放送                | 御坊 （JOVM）      | 地理的・地形的難聴                       |                 | 2016年 5月16日  | 2016年 5月30日  |                                                                                                  |
| 92.4           | 串本              |                   | 和歌山県      | 和歌山               | 和歌山放送                | 串本               | 地理的・地形的難聴                       |                 | 2017年 3月23日  | 2017年 4月1日   |                                                                                                  |
| 92.5           | 宿毛              |                   | 高知県        | 高知                 | NHK高知第1                | 宿毛               | 災害                                     |                 |                 | 2017年 3月30日  | 南海トラフ地震対策のための特例設置                                                               |
| 92.6           | ◆新居浜           | 100               | 愛媛県        | 松山                 | NHK松山第1                | 新居浜             | 災害                                     | 2018年 9月14日  | 2020年 2月18日  | 不明            | 南海トラフ地震対策のための特例設置                                                               |
| 92.6           | 長崎              | 1k                | 長崎県 佐賀県 | 長崎                 | 長崎放送                  |                    | 都市型難聴                               |                 |                 |                 |                                                                                                  |
| 92.7           | 八戸              | 100               | 青森県        | 青森                 | 青森放送                  | 八戸 （JOGO）      | 地理的・地形的難聴 都市型難聴            |                 |                 | 2017年 10月1日  |                                                                                                  |
| 92.7           | 新潟 （弥彦山）   | 1k                | 新潟県        | 新潟                 | 新潟放送                  |                    | 災害                                     |                 |                 |                 |                                                                                                  |
| 92.7           | 行橋 （大坂山）   | 30                | 福岡県        | 福岡                 | 九州朝日放送              | 行橋               | 都市型難聴 災害                          |                 |                 |                 |                                                                                                  |
| 92.8           | 柏尾山            | 100               | 高知県        | 高知                 | NHK高知第1                |                    | 災害                                     | 2022年 2月14日  |                 | 2023年 3月22日  | 南海トラフ地震対策のための特例設置で、親局補完は初となる                                         |
| 92.8           | 鹿児島            | 1k                | 鹿児島県      | 霧島                 | 南日本放送                |                    | 災害                                     |                 |                 |                 |                                                                                                  |
| 92.9           | 名古屋 （三国山） | 7k                | 中京 広域圏   | 愛知 あま            | 東海ラジオ放送            |                    | 都市型難聴                               |                 |                 |                 |                                                                                                  |
| 93.0           | 東京 （墨田）     | 7k                | 関東 広域圏   | 千葉 木更津          | ニッポン放送              |                    | 都市型難聴 災害                          |                 |                 |                 |                                                                                                  |
| 93.0           | 徳島              | 1k                | 徳島県        | 徳島                 | 四国放送                  |                    |                                          | 2018年 6月5日   |                 |                 |                                                                                                  |
| 93.0           | 池田              | 10                | 徳島県        | 徳島                 | 四国放送                  | 池田               | -                                        | 2018年 6月5日   |                 |                 |                                                                                                  |
| 93.0           | 日和佐            | 100               | 徳島県        | 徳島                 | 四国放送                  | 日和佐             |                                          | 2019年 8月7日   | 2020年 2月27日  | 2020年 3月1日   |                                                                                                  |
| 93.0           | 糸島              | 100               | 福岡県        | 福岡                 | 九州朝日放送              |                    | 都市型難聴 災害                          |                 |                 |                 |                                                                                                  |
| 93.0           | 延岡              |                   | 宮崎県        | 宮崎                 | NHK宮崎第1                | 延岡               | 災害                                     |                 |                 |                 | 南海トラフ地震対策のための特例設置                                                               |
| 93.1           | 那覇              | 1k                | 沖縄県        | 南城                 | ラジオ沖縄                |                    | 都市型難聴 災害                          | 2017年 11月20日 |                 |                 |                                                                                                  |
| 93.1           | 羽咋              | 100               | 石川県        | 野々市               | 北陸放送                  |                    | 外国波混信                               |                 | 2023年 9月22日  | 2023年 9月25日  |                                                                                                  |
| 93.2           | 野辺地陸奥湾      | 100               | 青森県        | 青森                 | 青森放送                  |                    | 地理的・地形的難聴                       | 2019年 9月25日  | 2020年 8月25日  |                 |                                                                                                  |
| 93.3           | 大阪 （生駒山）   | 7k                | 近畿 広域圏   | 大阪 高石            | 朝日放送ラジオ            |                    | 都市型難聴 地理的・地形的難聴            |                 |                 |                 |                                                                                                  |
| 93.3           | 大分              | 1k                | 大分県        | 杵築                 | 大分放送                  |                    | 地理的・地形的難聴                       |                 |                 |                 |                                                                                                  |
| 93.4           | 葛生              |                   | 栃木県        | 宇都宮               | 栃木放送                  |                    |                                          |                 |                 | 2018年 8月1日   |                                                                                                  |
| 93.4           | 今市              |                   | 栃木県        | 宇都宮               | 栃木放送                  |                    |                                          |                 |                 | 2018年 8月2日   |                                                                                                  |
| 93.4           | 塩原              |                   | 栃木県        | 宇都宮               | 栃木放送                  | 那須               |                                          |                 |                 | 2018年 8月3日   |                                                                                                  |
| 93.5           | 仙台              | 5k                | 宮城県        | 仙台                 | 東北放送                  |                    | 都市型難聴 地理的・地形的難聴            |                 |                 |                 | 2016年6月30日免許申請                                                                            |
| 93.5           | 佐賀 （八幡岳）   | 500               | 長崎県 佐賀県 | 長崎                 | 長崎放送                  | 佐賀 （JOUO）      | 地理的・地形的難聴                       |                 |                 | 2017年 2月1日   | AMラジオ佐賀の内容をサイマル放送                                                                 |
| 93.6           | 小浜              | 100               | 福井県        | 坂井                 | 福井放送                  | 小浜               | 都市型難聴 外国波混信                    |                 | 2017年 12月18日 | 2017年 12月25日 |                                                                                                  |
| 93.6           | 敦賀              | 10                | 福井県        | 坂井                 | 福井放送                  | 敦賀               | 都市型難聴 外国波混信                    |                 | 2018年 11月28日 | 2018年 12月3日  |                                                                                                  |
| 93.6           | 美浜              | 10                | 福井県        | 坂井                 | 福井放送                  |                    | 都市型難聴 外国波混信                    |                 | 2018年 11月28日 | 2018年 12月3日  |                                                                                                  |
| 93.6           | 高浜              | 3                 | 福井県        | 坂井                 | 福井放送                  |                    | 都市型難聴 外国波混信                    |                 | 2019年 12月17日 | 2019年 12月23日 |                                                                                                  |
| 93.6           | 三国              | 100               | 福井県        | 坂井                 | 福井放送                  |                    | 都市型難聴 地理的・地形的難聴            |                 | 2020年 2月28日  | 2020年 3月20日  |                                                                                                  |
| 93.6           | 宇和島            |                   | 愛媛県        | 松山                 | NHK松山第1                | 宇和島             | 災害                                     |                 |                 |                 | 南海トラフ地震対策のための特例設置                                                               |
| 93.6           | 尾道              |                   | 広島県        | 広島                 | NHK広島第1                |                    |                                          |                 |                 |                 |                                                                                                  |
| 93.7           | 名古屋 （三国山） | 7k                | 中京 広域圏   | 三重 桑名            | CBCラジオ                 |                    | 都市型難聴 災害                          |                 |                 |                 |                                                                                                  |
| 93.7           | 阿久根 （紫尾山） |                   | 鹿児島県      | 霧島                 | 南日本放送                | 阿久根             | 災害                                     |                 |                 |                 |                                                                                                  |
| 93.9           | 静岡 （高草山）   | 1k                | 静岡県        | 静岡                 | 静岡放送                  |                    | 都市型難聴 地理的・地形的難聴            |                 |                 |                 |                                                                                                  |
| 93.9           | 阿南              | 10                | 徳島県        | 徳島                 | 四国放送                  |                    |                                          | 2019年 8月7日   | 2020年 2月27日  | 2020年 3月1日   |                                                                                                  |
| 94.0           | 金沢 （野々市）   | 1k                | 石川県        | 野々市               | 北陸放送                  |                    | 都市型難聴 外国波混信                    |                 |                 |                 |                                                                                                  |
| 94.0           | 北九州            | 250               | 福岡県        | 福岡                 | 九州朝日放送              | 北九州 （JOIL）    | 都市型難聴 災害                          |                 |                 |                 |                                                                                                  |
| 94.1           | 宇都宮            | 1k                | 栃木県        | 宇都宮               | 栃木放送                  |                    | 都市型難聴 地理的・地形的難聴            | 2017年 12月21日 | 2017年 12月26日 | 2017年 12月28日 |                                                                                                  |
| 94.2           | 和歌山 （岩屋山） | 500               | 和歌山県      | 和歌山               | 和歌山放送                |                    | 都市型難聴 地理的・地形的難聴            |                 | 2016年 5月16日  | 2016年 5月30日  |                                                                                                  |
| 94.2           | 新宮              |                   | 和歌山県      | 和歌山               | 和歌山放送                | 新宮 （JOVN）      | 地理的・地形的難聴                       |                 | 2017年 3月23日  | 2017年 4月1日   |                                                                                                  |
| 94.2           | 水俣              |                   | 熊本県        | 合志                 | 熊本放送                  | 水俣               | 地理的・地形的難聴 災害                  |                 |                 | 2017年 2月1日   |                                                                                                  |
| 94.2           | 鹿屋              |                   | 鹿児島県      | 霧島                 | 南日本放送                |                    | 災害                                     |                 |                 |                 | 過去にはAM1062kHzで中継局が運用されていた                                                        |
| 94.2           | 高ボッチ          | 100               | 長野県        | 長野                 | 信越放送                  | 諏訪 （JOSE）      | 地理的・地形的難聴                       | 2017年 12月19日 | 2018年 6月19日  | 2018年 6月20日  |                                                                                                  |
| 94.2           | 飯田              | 100               | 長野県        | 長野                 | 信越放送                  | 飯田 （JOSW）      | 地理的・地形的難聴                       | 2017年 12月19日 | 2018年 6月19日  | 2018年 6月20日  |                                                                                                  |
| 94.6           | 水戸 （加波山）   | 1k                | 茨城県        | 水戸                 | LuckyFM 茨城放送          |                    | 都市型難聴 地理的・地形的難聴            |                 |                 |                 |                                                                                                  |
| 94.6           | 福井              | 1k                | 福井県        | 坂井                 | 福井放送                  |                    | 都市型難聴                               |                 |                 | 2017年 4月1日   |                                                                                                  |
| 94.6           | 大野              | 10                | 福井県        | 坂井                 | 福井放送                  |                    | 都市型難聴 外国波混信                    |                 | 2017年 12月18日 | 2017年 12月25日 |                                                                                                  |
| 94.6           | 広島              | 1k                | 広島県        | 広島                 | 中国放送                  |                    | 都市型難聴 地理的・地形的難聴            |                 |                 |                 | 2014年12月22日免許申請                                                                           |
| 94.6           | 福山              | 100               | 広島県        | 広島                 | 中国放送                  | 福山 （JOEO）      | 都市型難聴                               |                 |                 |                 | 2016年5月30日免許申請                                                                            |
| 94.6           | 三原久井          | 100               | 広島県        | 広島                 | 中国放送                  | 三原               | 地理的・地形的難聴                       |                 |                 | 2017年 10月1日  |                                                                                                  |
| 94.6           | 三次              | 100               | 広島県        | 広島                 | 中国放送                  | 三次               |                                          |                 | 2018年 9月25日  | 2018年 9月30日  |                                                                                                  |
| 94.6           | 西条              | 100               | 広島県        | 広島                 | 中国放送                  |                    |                                          | 2019年 8月20日  | 2020年 2月21日  | 2020年 3月1日   |                                                                                                  |
| 94.6           | 日和佐            |                   | 徳島県        | 徳島                 | NHK徳島第1                | 日和佐             | 災害                                     |                 |                 | 2017年 10月28日 | 南海トラフ地震対策のための特例設置                                                               |
| 94.6           | 糸島              | 100               | 福岡県        | 福岡                 | RKB毎日放送               |                    | 都市型難聴 災害                          |                 |                 |                 |                                                                                                  |
| 94.7           | 延岡              | 100               | 宮崎県        | 宮崎                 | 宮崎放送                  | 延岡               | 地理的・地形的難聴 災害                  |                 |                 | 2017年 3月31日  |                                                                                                  |
| 94.7           | 浜松              | 250               | 静岡県        | 静岡                 | 静岡放送                  | 浜松               | 都市型難聴 地理的・地形的難聴            |                 |                 | 2017年 12月1日  |                                                                                                  |
| 94.7           | 富士富士宮        | 20                | 静岡県        | 静岡                 | 静岡放送                  |                    | 地理的・地形的難聴                       |                 | 2023年 3月10日  | 2023年 3月13日  |                                                                                                  |
| 94.8           | 高田              | 30                | 新潟県        | 新潟                 | 新潟放送                  | 高田 （JODO）      | 地理的・地形的難聴                       | 2020年 7月17日  |                 | 2020年 12月1日  |                                                                                                  |
| 94.8           | 大和              | 100               | 新潟県        | 新潟                 | 新潟放送                  | 長岡 （JODE）      | 地理的・地形的難聴 災害                  | 2022年 2月8日   |                 |                 |                                                                                                  |
| 94.8           | 糸魚川            | 100               | 新潟県        | 新潟                 | 新潟放送                  |                    | 地理的・地形的難聴                       | 2022年 9月15日  |                 |                 |                                                                                                  |
| 94.8           | 行橋 （大坂山）   | 30                | 福岡県        | 福岡                 | RKB毎日放送               | 行橋               | 都市型難聴 災害                          |                 |                 |                 |                                                                                                  |
| 94.8           | 枕崎              |                   | 鹿児島県      | 霧島                 | 南日本放送                |                    | 災害                                     |                 |                 |                 |                                                                                                  |
| 94.9           | 京都 （比叡山）   | 3k                | 京都府 滋賀県 | 京都 久御山 （JOBR） | 京都放送                  |                    | 都市型難聴 地理的・地形的難聴            | 2017年 12月6日  | 2018年 3月16日  | 2018年 4月2日   | 出力は既存民放に合わせた                                                                         |

NHKは、中波放送の送信電力が民放より大きいことや独自にFM放送（NHK-FM）を運用していることから本来既存中波中継局との併存は認められていない。その後、国は南海トラフ地震などの災害で大きな被害を受けると想定される地域や外国波混信、地理・地形的要因などにより、NHKの中波放送が聴取するのが困難で補完中継局の開設条件を満たすと判断された場合に限り認める方針に転換した。

## ギャップフィラー中継局
FM補完放送の実施は放送事業者の義務ではなく、必要とされながらも実施されない地域もある。
この状況に、近畿総合通信局は基礎自治体（市町村）が受信障害対策中継放送（通称ギャップフィラー）の制度を利用して中継局を開設することを認めた。聴取者からみれば小規模ながらもFM補完中継局が開局することと同様に見えるが、制度が異なるので基幹放送用周波数使用計画に規定された周波数は使用できず、免許人が市町村であり電気料金や設備維持などの費用は市町村が負担すること、技術的には対象のAM放送を受信して再送信するものであることが異なる。
なお、2020年の開設期限ぎりぎりでAM民放ラジオ全社がFM補完放送を開始したことから、ギャップフィラーによるFM補完放送が容易に実現できるよう国の制度上でも改善され、東日本大震災の被災地では90MHzを超える周波数帯でのギャップフィラー局開設が実現している。この中には民放FMラジオ局の中継局も含まれている。

## 日本国外の事例
韓国では、1960年代に旧：TBC（東洋放送）の前身ソウルFM放送が、最初に民放FMを始めた。
音楽放送以外にも、AM放送難聴対策としてのFM補完放送が広く行われており、「標準FM放送」として体系化され、呼出符号に「-SFM」（“Standard FM”の略）という後付が存在している。
1980年、韓国政府主導で言論統廃合施策が実施され、KBS（韓国放送公社）はTBCを吸収し、TBCラジオをKBS第2ラジオとして引き継ぎ、2015年現在もAM放送を継続しているが、標準FMでもサイマル放送していることから、“Happy FM”という愛称が付いている。また、同局運営のKBS第1ラジオでもAM放送を行っているが、テレビCMではAM放送の周波数ではなく、ソウル局の標準FM放送周波数を紹介している。その後、AM放送聴取者の減少や設備の老朽化などを背景として、2021年11月から一部を除くAM放送の休止や停波を順次行っている。
アメリカでは、一例としてニュース専門局WDEL（英語）が2015年よりAMの1150kHzに加え、FMの101.7MHzで補完放送を行っている。